# Dazzle camouflage

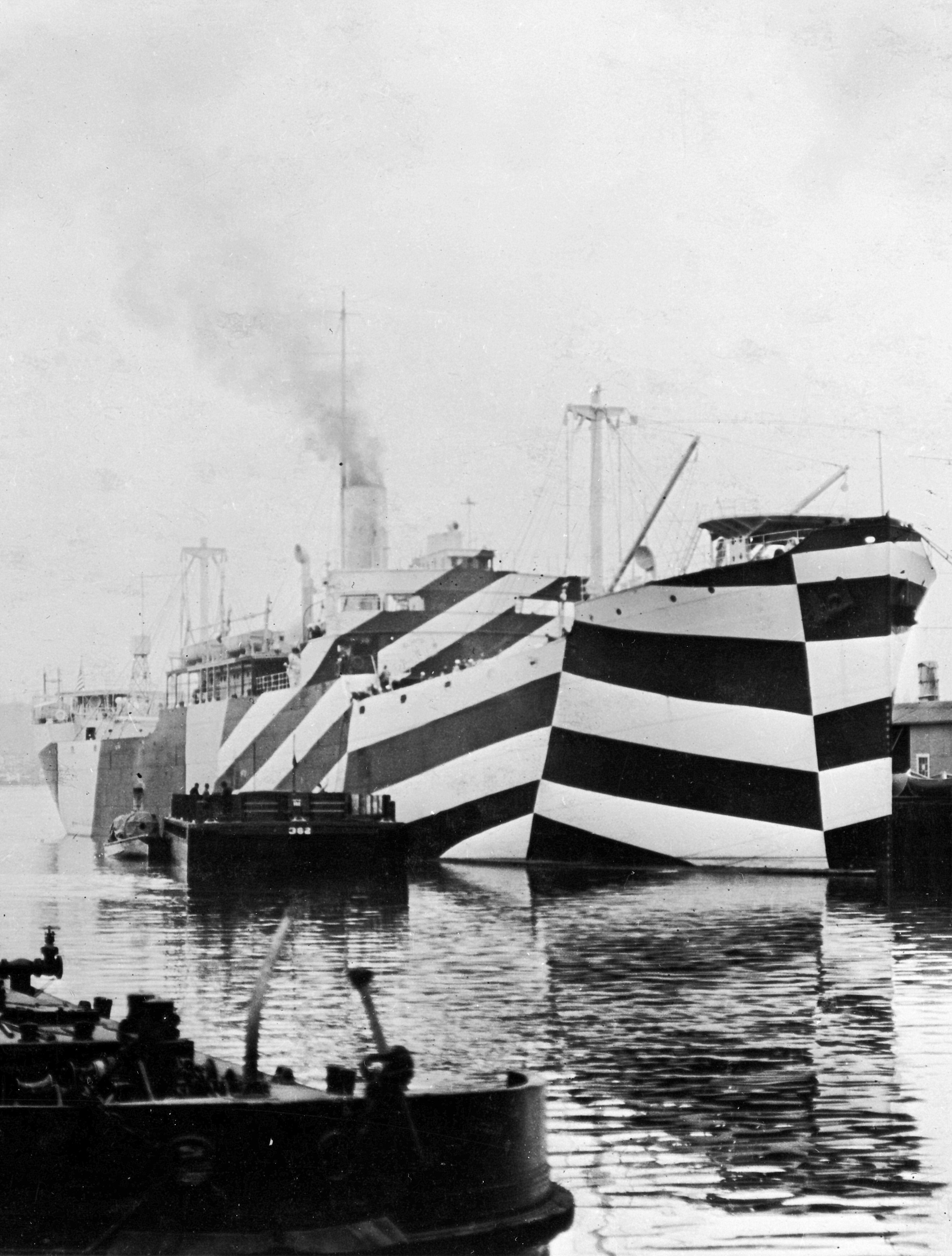
Die amerikanische West Mahomet in Dazzle camouflage, 1918

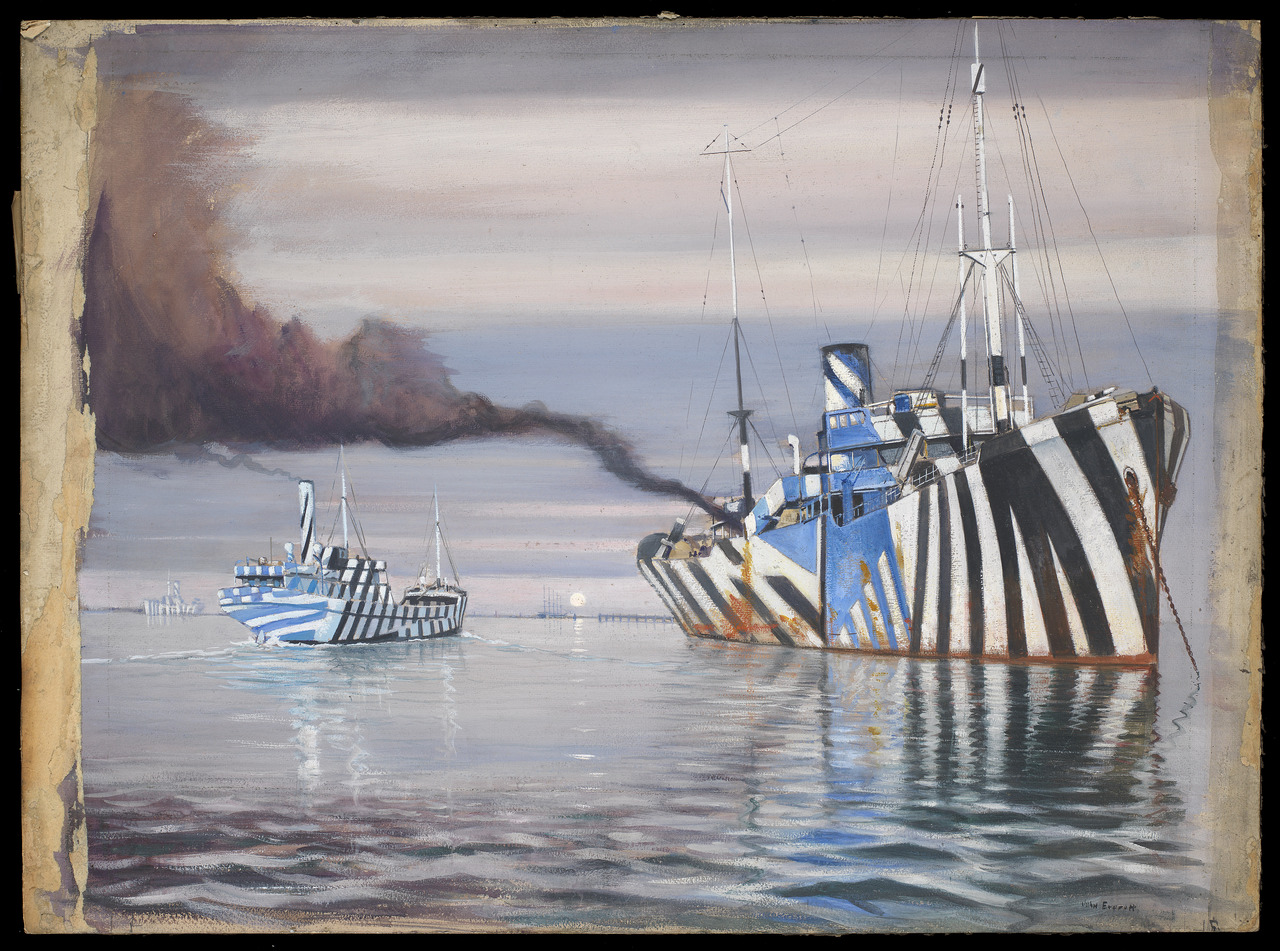
Dazzle in der Kunst: „Two American Ships in Dazzle Camouflage“, Gemälde von Burnell Poole, 1918

Dazzle camouflage, oder dazzle painting, in den USA manchmal razzle dazzle genannt, war eine Gruppe von Methoden, Schiffe (und andere Fahrzeuge) zur Täuschung des Gegners anzustreichen. Die Royal Navy und die United States Navy wandten sie besonders im Ersten Weltkrieg sowie in geringerem Umfang im Zweiten Weltkrieg an. Dieser Anstrich bestand aus vielfältigen Mustern geometrischer Formen, die sich in kontrastierenden Farben abwechselten. Die Idee wird dem britischen Marinemaler Norman Wilkinson zugeschrieben.
Während Formen der eigentlichen Tarnung versuchen, ein Zielobjekt möglichst zu verbergen, hatte der Dazzle-Anstrich einen anderen Sinn. Er sollte es dem Feind erschweren, Größe, Richtung und Geschwindigkeit eines Schiffes oder eines anderen Objekts zu bestimmen. Norman Wilkinson erklärte 1919, der Feind habe in die Irre geführt werden sollen, welchen Kurs ein Schiff fuhr, damit er eine schlechtere Angriffsposition einnehme.
Dazzle wurde von der Admiralität in Großbritannien und dann von der US Navy eingesetzt. Jedes so angestrichene Schiff hatte ein anderes, eigenes Muster. Damit wurde es dem Feind unmöglich gemacht, sofort die Schiffsklasse zu erkennen. Folglich erprobte man eine große Zahl von Dazzle-Schemata. Ob dieser Anstrich erfolgreich war, wird kontrovers diskutiert. Wegen der vielen Faktoren, die in die Bewertung einfließen, ist es schwierig, Erfolge zu messen.
Der technische Fortschritt beendete die Diskussion über Dazzle. Eine immer effektivere Luftaufklärung sowie die Entwicklung des Radars erleichterten es dem Feind, ein Schiff zu orten und einzuschätzen.
Im 21. Jahrhundert nutzen einige Fahrzeughersteller eine ähnliche Art von schwarz-weiß Musterung, um ihre Prototypen und Erlkönig-Fahrzeuge bei Versuchen vor öffentlicher Beobachtung zu tarnen. Auch von Künstlern werden Abwandlungen von Dazzle-Mustern gelegentlich genutzt, um Objekte kontrastreich in Szene zu setzen.

## Herkunft des Namens
Die Bezeichnung für diese Tarntechnik leitet sich von dem englischen Wort to dazzle ab, das „blenden“ oder „verwirren“ bedeutet. Die anglo-amerikanische Bezeichnung razzle dazzle („Durcheinander/Tumult“) hat allenfalls umgangssprachlichen Charakter und kommt in offiziellen Dokumenten der US-Streitkräfte nicht vor. Möglicherweise prägten Journalisten den Begriff, die sich auf ein sogenanntes Trick Play mit gleichem Namen aus dem American Football berufen, bei dem der Runningback den Ball nimmt und ihn zu einem Receiver wirft. Damit versucht die Offense, die Defense glauben zu lassen, es sei ein anderer Spielzug.

## Entwicklungsgeschichte

### Erster Anlauf
Der britische Zoologe John Graham Kerr schlug 1914 in einem Brief an Winston Churchill die Anwendung einer neuen Tarntechnik für britische Kriegsschiffe im Ersten Weltkrieg vor und skizzierte das seiner Meinung nach anwendbare Prinzip der „Dazzle Camouflage“. Dabei sei es das Ziel „zu verwirren – nicht zu verbergen“, indem man die Umrisse des Schiffes auflöst. Kerr verglich den Effekt mit dem, den die Muster bei einer Reihe von Landtieren, Giraffen, Zebras und Jaguaren, erzeugten. Auf den ersten Blick schien Dazzle eine „suboptimale“ Form der Tarnung zu sein, die die Aufmerksamkeit eher auf das Schiff lenkt, anstatt es zu verbergen, vor allem vor dem Hintergrund des Einsatzgebietes. Die Idee entstand, nachdem es den alliierten Marinen nicht gelungen war, einigermaßen wirksame Mittel zu entwickeln, um ihre Schiffe bei allen Wetterbedingungen unsichtbar zu machen.
Anhand des Zebra-Beispiels schlug Kerr vor, die vertikalen Linien, zum Beispiel der Schiffsmasten und Schornsteine, mit unregelmäßigen weißen Streifen zu durchbrechen. Das würde die Schiffe weniger auffällig machen und „die Schwierigkeit einer genauen Entfernungsbestimmung erheblich vergrößern“. Auch würde dadurch das Erscheinungsbild typischer, erkennbarer Formen minimiert, was die Typenbestimmung erschwere.
Kerr regte im gleichen Brief auch Konterschattierung an, also den Einsatz von Farbe, um die Eigenschattierung auszulöschen und so das Erscheinungsbild von festen, erkennbaren Formen zu glätten. Zum Beispiel schlug er vor, die Schiffsartillerie oben grau zu bemalen und unten in Weiß abzustufen, damit die Geschütze vor einem grauen Hintergrund verschwänden. Ebenso riet er, dunklere Bereiche des Schiffes weiß und hellere in Grau zu bemalen, wiederum mit glatten Abstufungen dazwischen, um Formen und Strukturen nahezu unsichtbar werden zu lassen. Kerr hoffte, dadurch ein gewisses Maß an sowohl „rein optischer Unsichtbarkeit“ zu erreichen, als auch – speziell bei der Entfernungsmessung – Verwirrung beim Feind zu erzielen.
Wegen dieser Vermischung von Zielen wie auch ihrer Skepsis gegenüber „jeglicher Theorie, die auf Analogien mit Tieren basiert“, behauptete die Admiralität im Juli 1915, „verschiedene Versuche“ durchgeführt zu haben, und beschloss, die Vorschläge von Kerr nicht zu übernehmen, sondern ihre Schiffe weiterhin in einfarbigem Grau zu streichen. Alle nachfolgenden Briefe von Kerr brachten keine Änderung dieser Entscheidung.

### Zweiter Anlauf
Der amerikanische Maler Abbott Handerson Thayer hatte schon vor Kerr eine „Theorie der Tarnung auf der Grundlage von Gegenschattierung und störender Färbung“ entwickelt, die er bereits 1909 in dem Buch Concealing-Coloration in the Animal Kingdom veröffentlichte. Wasserfarbtafeln zu frühen, als „American-Dazzle“ bekannten, mehrfarbigen künstlerischen Muster wurden in der NARA-200-Jahr-Ausstellung „Designs for Democracy“ erneut bekannt.
Thayer sah im Februar 1915 eine Möglichkeit, seine theoretischen Überlegungen zu verwirklichen, und schrieb einen Brief an Churchill. Darin schlug er vor, U-Boote wie Fische, zum Beispiel Makrelen, zu tarnen. Auch regte er an, Schiffe weiß zu streichen, um sie „unsichtbar“ zu machen. Seine Ideen wurden von der Admiralität zwar in Betracht gezogen, aber zusammen mit Kerrs Vorschlägen als „Freak-Methoden zum Bemalen von Schiffen … von akademischem Interesse, aber nicht von praktischem Nutzen“ abgelehnt.

### Dritter Anlauf
Norman Wilkinson, ein Marinemaler und Reserveoffizier der Royal Navy, stimmte zwar mit Kerr überein, dass das Hauptziel des Dazzle-Anstrichs eher ein Verwirren als ein Verbergen war. Er war aber anderer Meinung, wie diese Verwirrung erzeugt werden solle. Wilkinson wollte es dem Gegner erschweren, den Typ, die Größe, die Geschwindigkeit und den Kurs eines Schiffes einzuschätzen, und dadurch feindliche Schiffskommandanten dazu bringen, falsche oder schlechte Schusspositionen einzunehmen. Für einen Beobachter würde es schwierig, genau zu erkennen, ob das Heck oder der Bug in Sicht ist; und es wäre dementsprechend schwierig abzuschätzen, ob sich das beobachtete Schiff auf die Position des Beobachters zu oder von ihr weg bewege.
Wilkinsons Vorstellung waren eine Vielzahl von relativ großen Flächen mit stark kontrastierenden Farben, um den Feind über den wahren Kurs eines Schiffes zu täuschen. Obwohl die Dazzle-Camouflage bei manchen Lichtverhältnissen oder aus nächster Nähe die Sichtbarkeit eines Schiffes tatsächlich erhöhen konnte, war Wilkinson der festen Überzeugung, dass das auffällige Muster die Umrisse des Schiffsrumpfs (zugegebenermaßen nicht der Aufbauten) verdecken, den korrekten Kurs des Schiffes verschleiern und es schwieriger machen würde, das Schiff zu treffen.

### Entscheidung
Letztlich nahm die Admiralität Wilkinsons Idee auf, da die damalige Lage des Seekrieges wirksames Handeln erforderte. Dabei wurde merkwürdigerweise Kerrs wissenschaftliche Überlegung, basierend auf bekannten Tarnmethoden, der neuartigen Färbung und der Konterschattierung zugunsten des unwissenschaftlichen Ansatzes von Wilkinson fallen gelassen. Kerrs Argumentation war klar, logisch aufgebaut und basierte auf jahrelangen Studien, während Wilkinsons Erklärungen zwar einfach strukturiert und über weite Strecken unbelegt waren, aber inspirierend präsentiert wurden, basierend auf den Wahrnehmungen eines kreativen Künstlers. Mitentscheidend dürfte auch gewesen sein, dass die Entscheidungsträger der Admiralität sich mit der Person des sozial gut vernetzten Wilkinson wohler fühlten als mit dem als „stur und pedantisch“ bezeichneten Kerr.
Wilkinson behauptete später, von den auf der Zoologie basierenden Tarntheorien von Kerr und Thayer nichts gewusst zu haben, und sagte, nur von der „alten Unsichtbarkeitsidee“ aus der Römerzeit gehört zu haben. Darin berichtet Vegetius, dass „Venetisches Blau“ (eine bläulich-grüne Farbe wie die des Meers) während der Gallischen Kriege zur Tarnung von Schiffen verwendet wurde, als Julius Caesar seine Erkundungsschiffe losschickte, um Informationen entlang der Küste Großbritanniens zu sammeln.

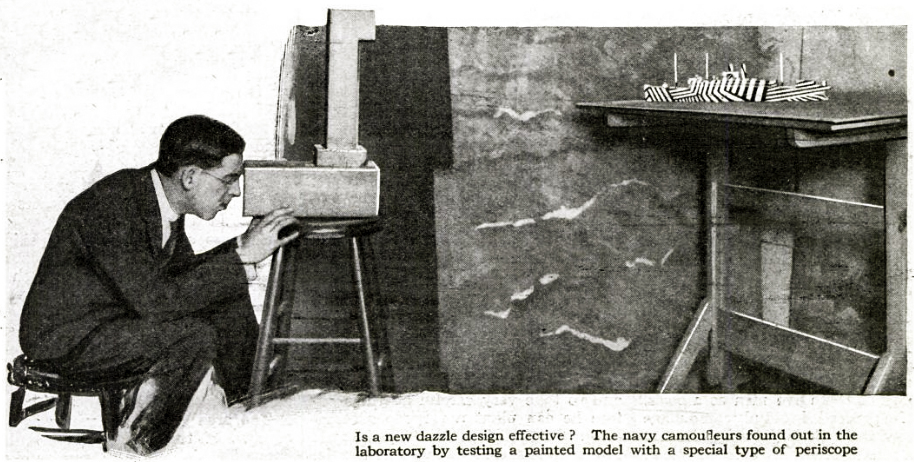
Test der Tarnwirkung an einem Schiffsmodell
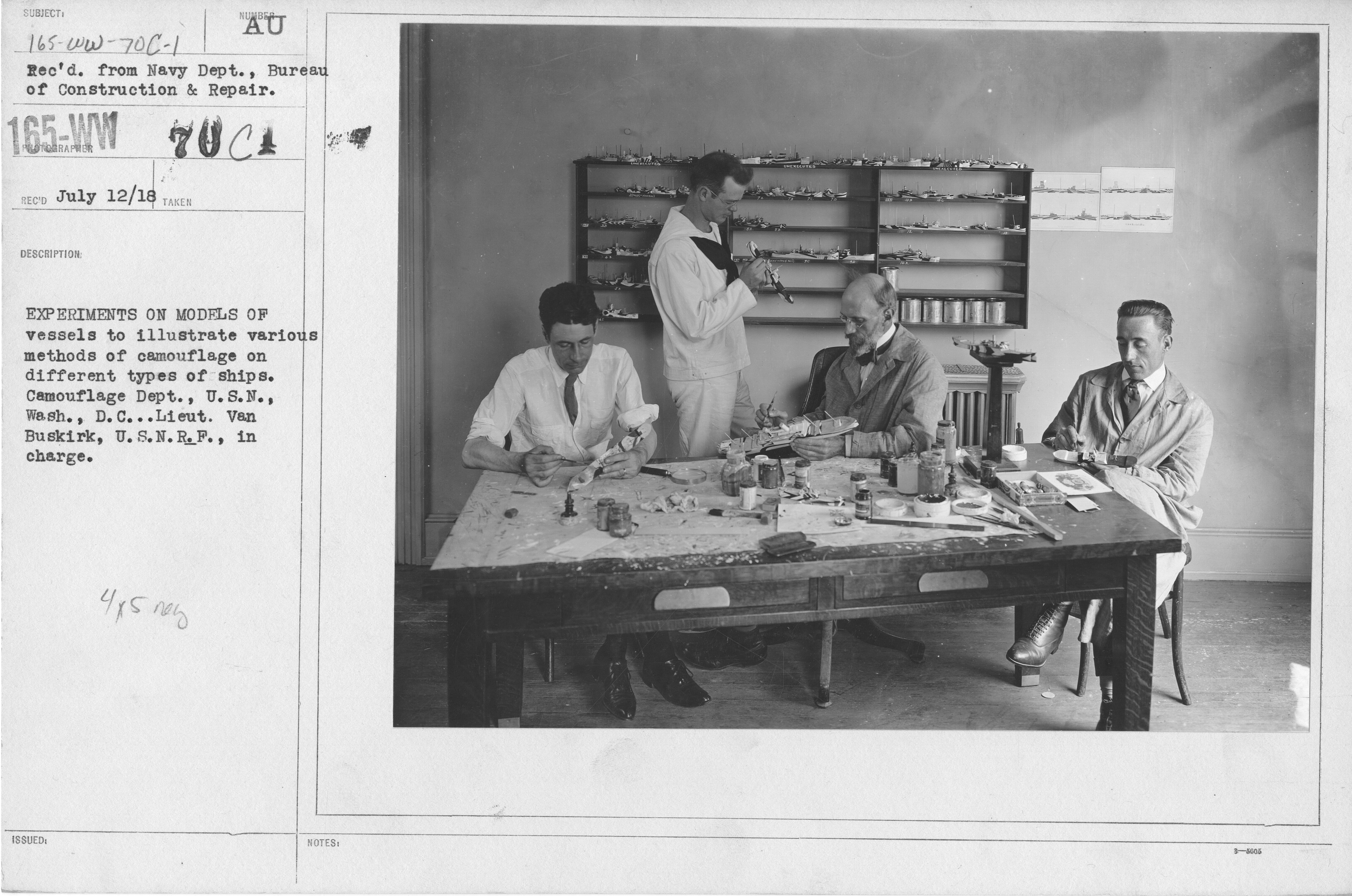
Experimente an Schiffsmodellen zur Veranschaulichung verschiedener Tarnmethoden auf verschiedenen Schiffstypen am Camouflage Dept. der U.S.Navy, Washington, D.C
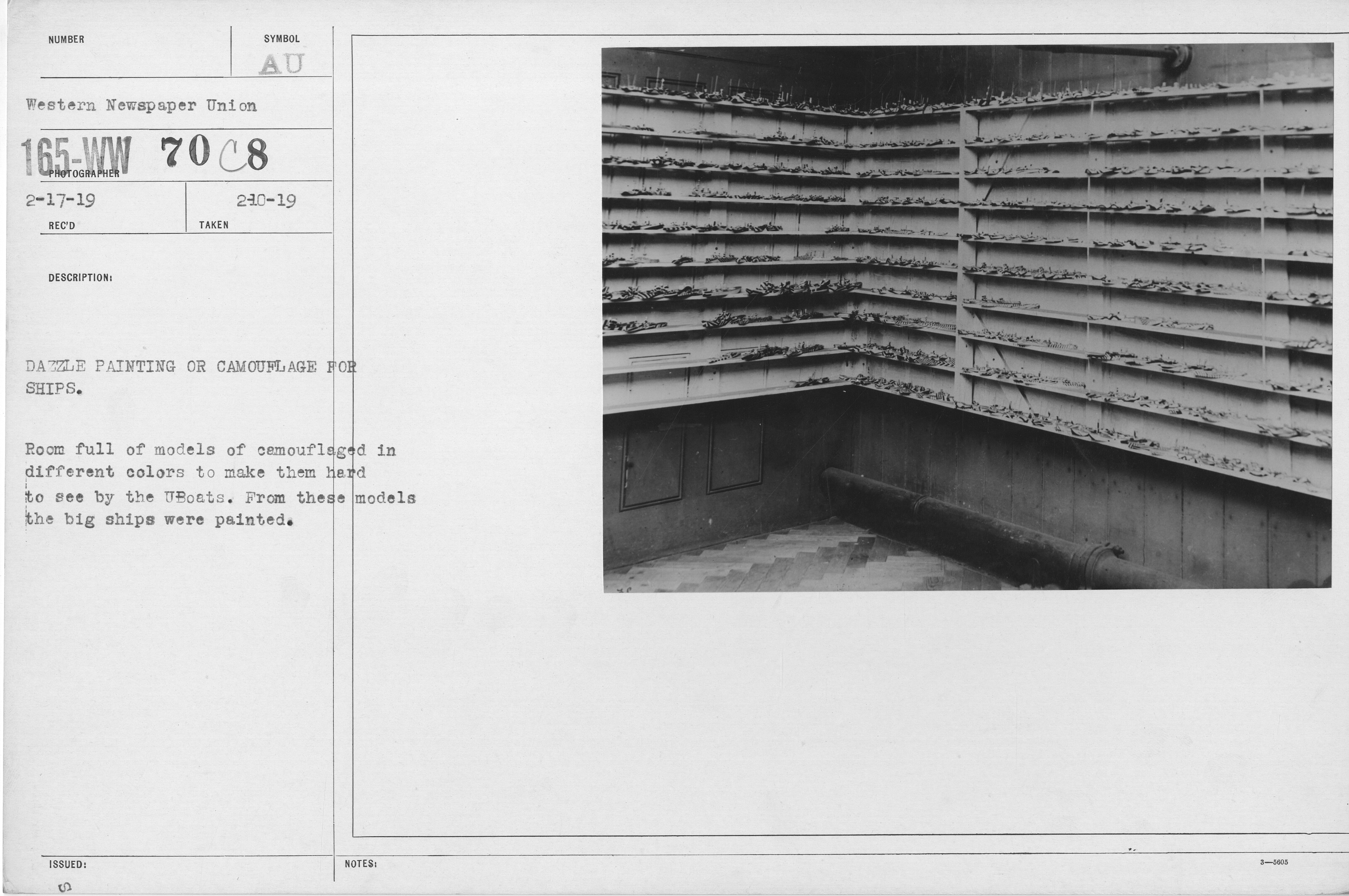
Raum voller Modelle, die in verschiedenen Farben getarnt sind, damit sie von den U-Booten schwer zu erkennen sind. Nach diesen Modellen wurden die echten Schiffe bemalt.
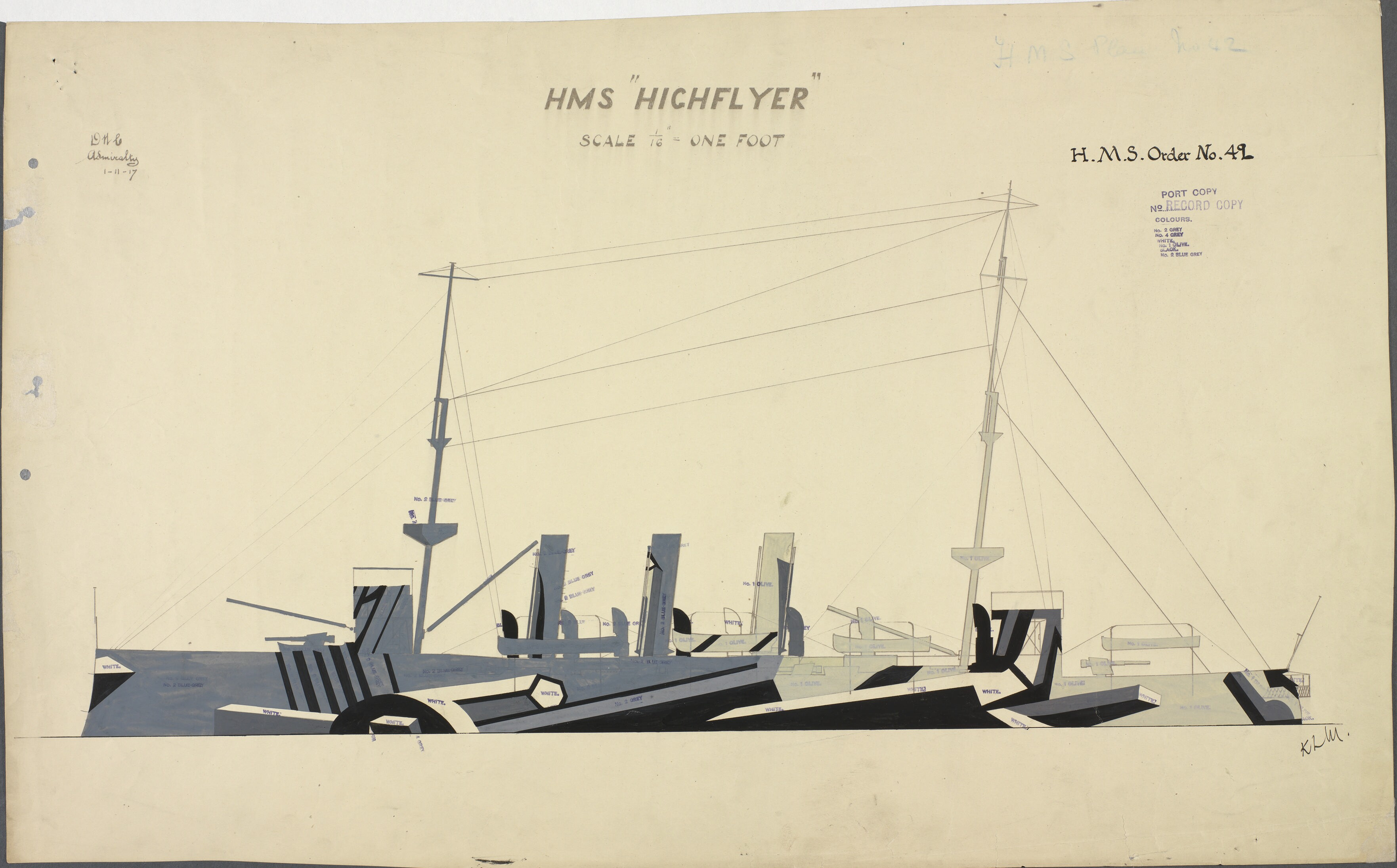
Planskizze für ein Dazzle-Schema (1917)
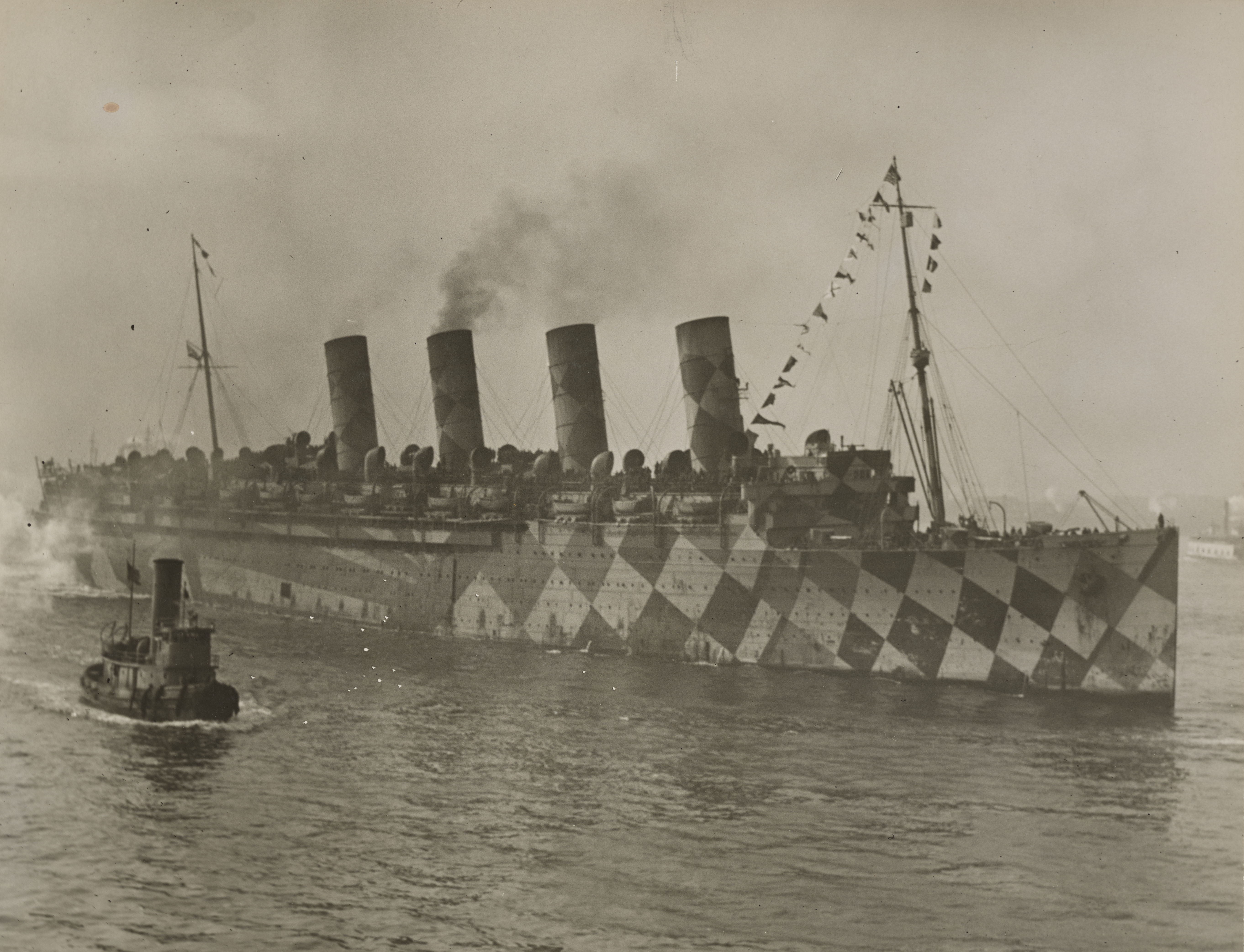
Die Mauretania, die im Ersten Weltkrieg als Truppentransporter eingesetzt war.
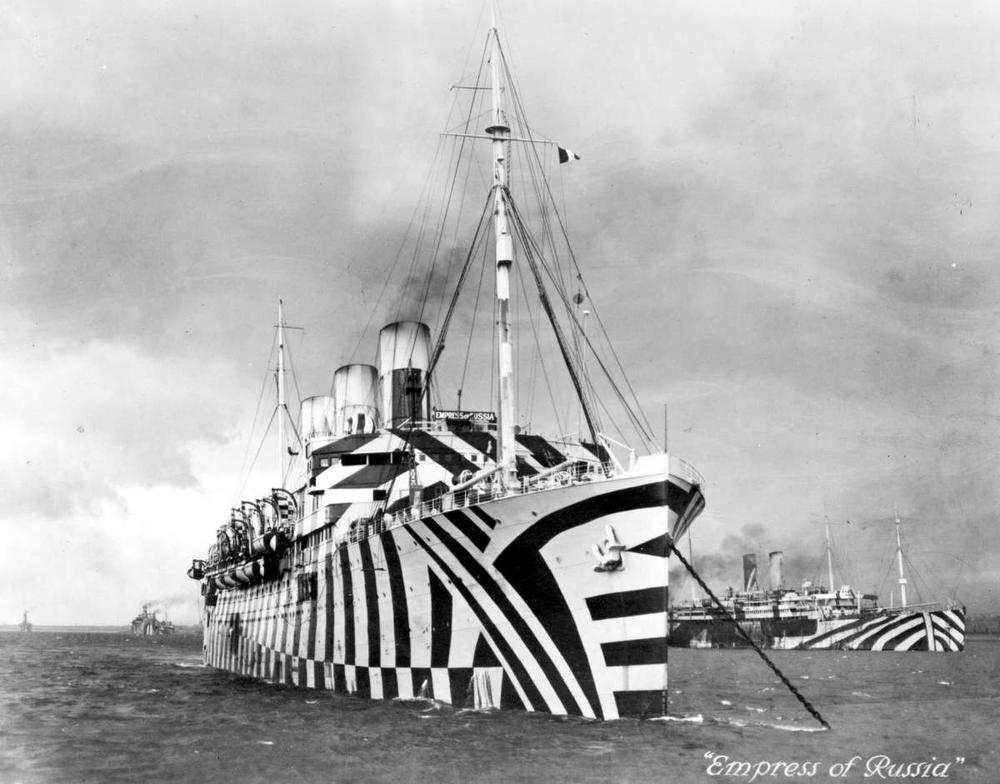
Die kanadische Empress of Russia während des Ersten Weltkriegs (1918)

## Angestrebte Wirkungsweise und Beweisführung

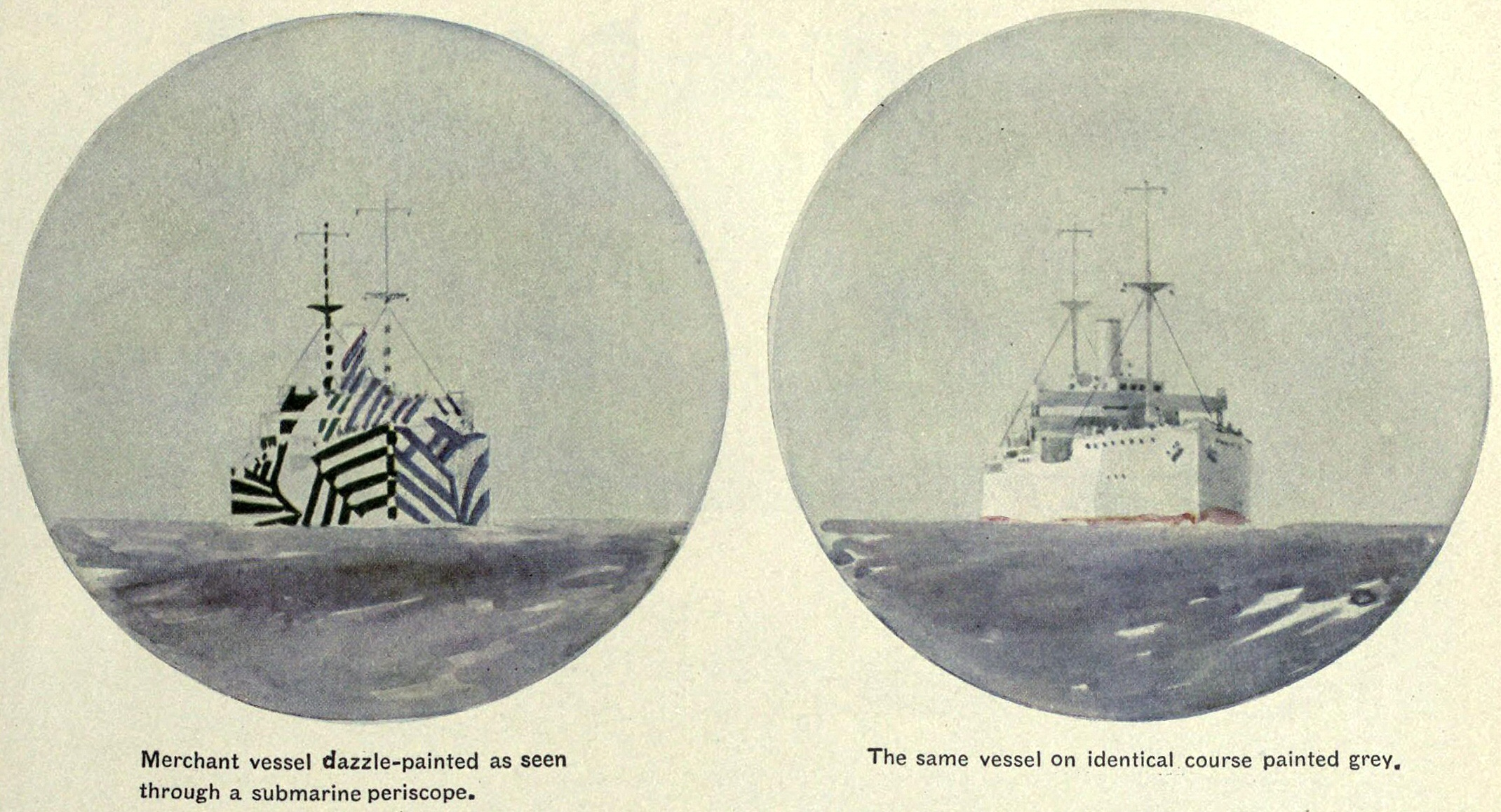
Angestrebte Wirkung: Illustration des Blicks durch das Periskop eines U-Boot-Kommandanten: Schiff mit Dazzle camouflage (links) und gleiches Schiff ungetarnt (rechts). Die auffälligen Markierungen verdecken den Kurs des Schiffes.

### Störung der Entfernungsmessung
1973 entwickelte Robert F. Sumrall, der Kurator des US-Marinemuseums, in Übereinstimmung mit den Überlegungen John Graham Kerrs von 1914 eine Theorie, nach der die Dazzle Camouflage die Koinzidenzentfernungsmessung der Marineartillerie wie von Wilkinson beabsichtigt tatsächlich beeinflusst haben könnte. Die optischen Geräte, die dafür verwendet wurden, hatten einen Mechanismus, der von einem Soldaten bedient wurde, um die Entfernung zu berechnen. Der Soldat verstellte die Mechanik so lange, bis die beiden Halbbilder des anvisierten Ziels zu einem vollständigen Bild ausgerichtet waren.
Dazzle, so argumentierte Sumrall, sollte das erschweren, da kollidierende Muster selbst dann ungewöhnlich aussahen, wenn die beiden Hälften perfekt ausgerichtet waren. Für den Fall, dass ein U-Boot-Periskop tatsächlich solche Entfernungsmesser hatte, konnte dies durchaus ein entscheidender Faktor sein. Die Muster enthielten manchmal auch eine falsche Bugwelle, um es dem Gegner zu erschweren, die Geschwindigkeit des Schiffes einzuschätzen.

### Verschleierung von Kurs und Geschwindigkeit
Der Historiker und Fernsehmoderator Sam Willis stellte Überlegungen an: Da Wilkinson wusste, dass es unmöglich war, ein Schiff mit Farbe „unsichtbar“ zu machen, war das „extreme Gegenteil“ die für Wilkinson zielführende Antwort. Auffällige Formen und heftige Farbkontraste sollten feindliche U-Boot-Kommandanten verwirren.
Willis zeigte auf, dass unterschiedliche Mechanismen zum Einsatz gekommen sein könnten. Dazu nutzte er als Beispiel die Tarnschemata der Olympic, eines Schwesterschiffs der Titanic, die als Truppentransporter eingesetzt wurde. Demnach könnten die widersprüchlichen Muster auf den Schornsteinen des Schiffes vortäuschen, dass sich das Schiff auf einem anderen Kurs befindet, wie Wilkinson es geplant hatte.
Die Krümmung des Rumpfes unterhalb des vorderen Schornsteins könnte wie eine falsche Bugwelle erscheinen und einen irreführenden Eindruck von der Geschwindigkeit des Schiffes erwecken. Die Streifenmuster an Bug und Heck könnten Verwirrung darüber stiften, „welches Ende des Schiffes welches war“ (Bug oder Heck).
Dass Dazzle Camouflage tatsächlich auf diese Weise funktionierte, legt die Aussage eines deutschen U-Boot-Kapitäns nahe:
„Erst als es eine halbe Meile entfernt war, konnte ich erkennen, dass es ein Schiff war (nicht mehrere), das einen rechten Winkel steuerte und von Steuerbord nach Backbord kreuzte. Die dunkel gemalten Streifen auf ihrem Hinterteil ließen ihr Heck wie ihren Bug erscheinen, und ein breiter Schnitt in grüner Farbe mittschiffs sah aus wie ein Wasserfleck. Das Wetter war hell und die Sicht gut; das war die beste Tarnung, die ich je gesehen habe.“

### Bewegungstarnung
2011 legten der Wissenschaftler Nicholas E. Scott-Samuel und Kollegen anhand der Berechnung von Bewegungsmustern auf einem Computer Beweise dafür vor, dass die menschliche Geschwindigkeitswahrnehmung durch einen Dazzle-Anstrich verzerrt wird. Die für die „Bewegungstarnung“ (englisch: Motion Dazzle) erforderlichen Geschwindigkeiten sind jedoch viel höher als bei Schiffen des Ersten Weltkriegs. Scott-Samuel merkte an, dass die Zielobjekte im Experiment einem mit Dazzle bemalten Land Rover in einer Entfernung von 70 m entsprächen, der sich mit 90 km/h bewegt.
Wenn ein solchermaßen getarntes Ziel eine Falscheinschätzung der beobachteten Geschwindigkeit von sieben Prozent verursacht, würde eine rückstoßfreie Panzerabwehrhandwaffe, die diese Entfernung in etwa einer halben Sekunde zurücklegt, 90 cm vom beabsichtigten Zielpunkt oder 7 % der vom Ziel zurückgelegten Entfernung treffen. Das könnte ausreichen, um schwere Personenschäden in dem mit Dazzle Camouflage getarnten Fahrzeug zu verhindern oder die Rakete möglicherweise das Ziel vollständig verfehlen zu lassen.

### Täuschung
Das 1901 gebaute Passagierschiff Kronprinz Wilhelm wurde von der US Navy am 9. Juni 1917 beschlagnahmt, zum Truppentransporter USS Von Steuben umgebaut und eingesetzt. Das Schiff fuhr wegen seiner hohen Geschwindigkeit selten im Konvoi, d. h. häufig ohne Geleitschutz. Es hatte eine interessante Bemalung, um den Feind zu täuschen.

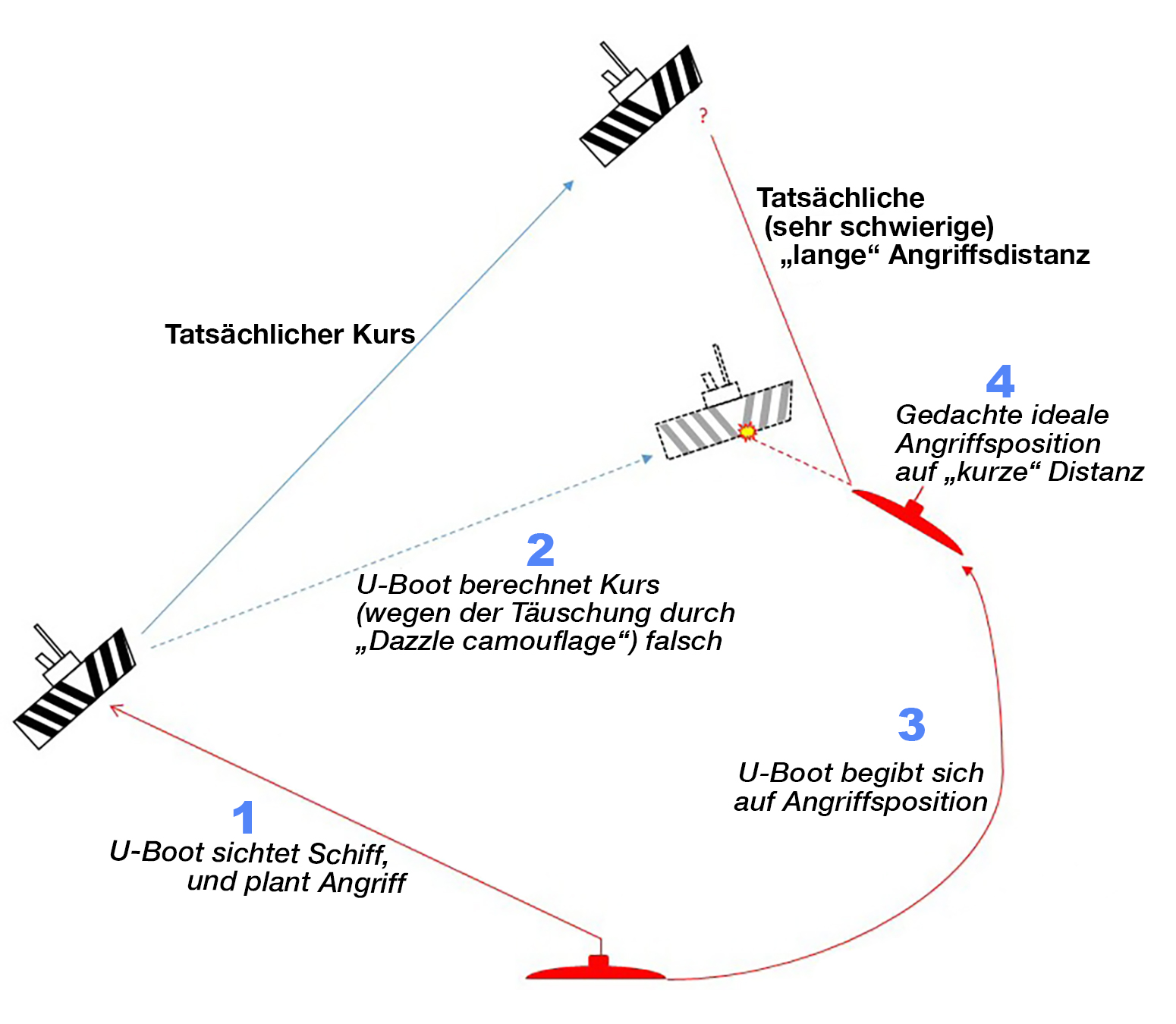
Angestrebte Wirkung der „Dazzle-Tarnung“: Ihr Erfinder, Norman Wilkinson, erklärte, dass sie dazu gedacht war, den Feind dazu zu bringen, eine schlechte Position für einen Angriff einzunehmen, wie in der Abbildung gezeigt.
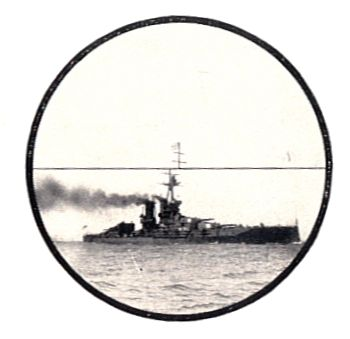
Blick durch das Okular eines Schnittbildentfernungsmessers. Obere und untere Hälfte sind nicht in Übereinstimmung – der Mast ist verschoben.
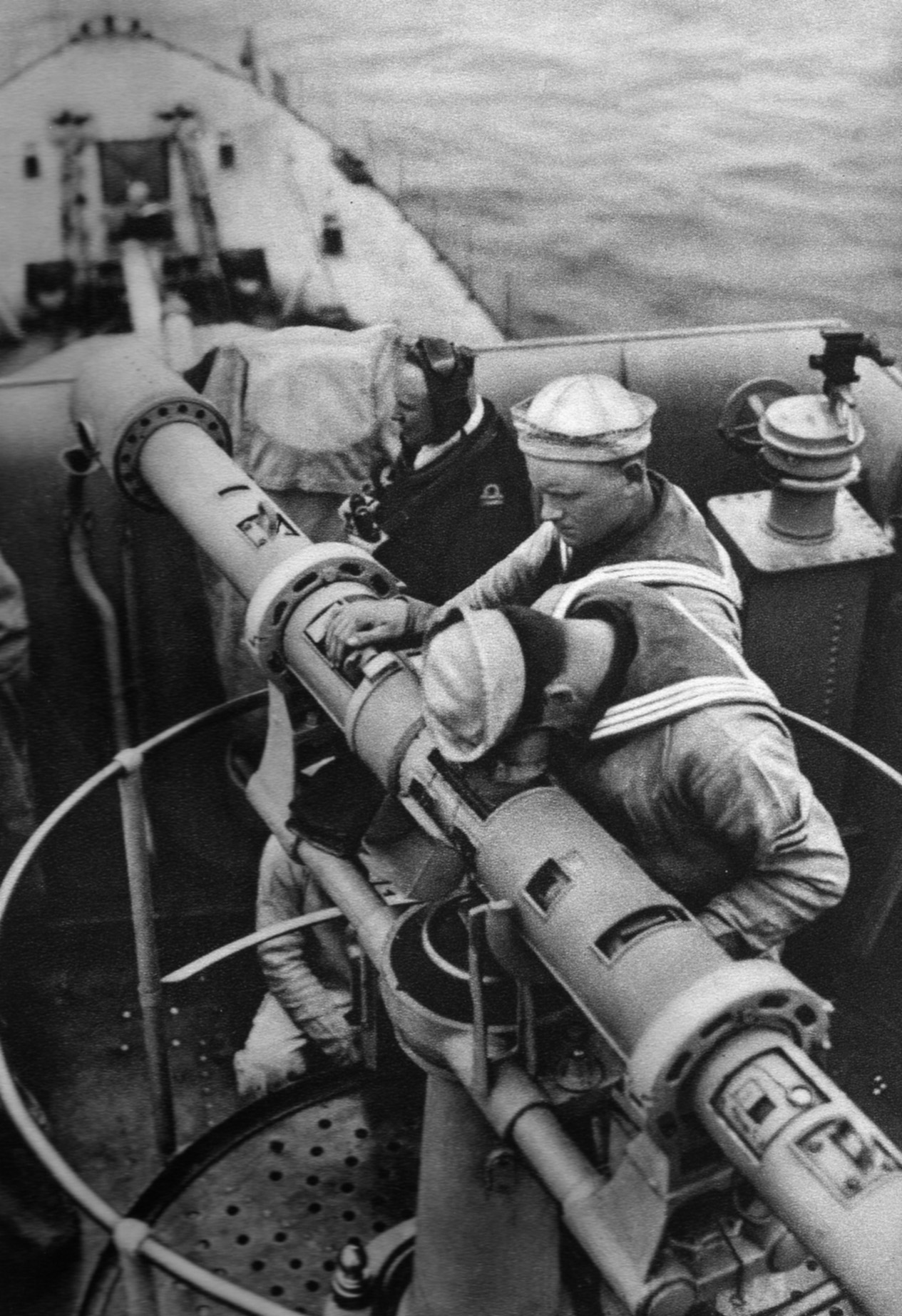
Koinzidenzentfernungsmesser für den Einsatz bei Seestreitkräften (ca. 1930)
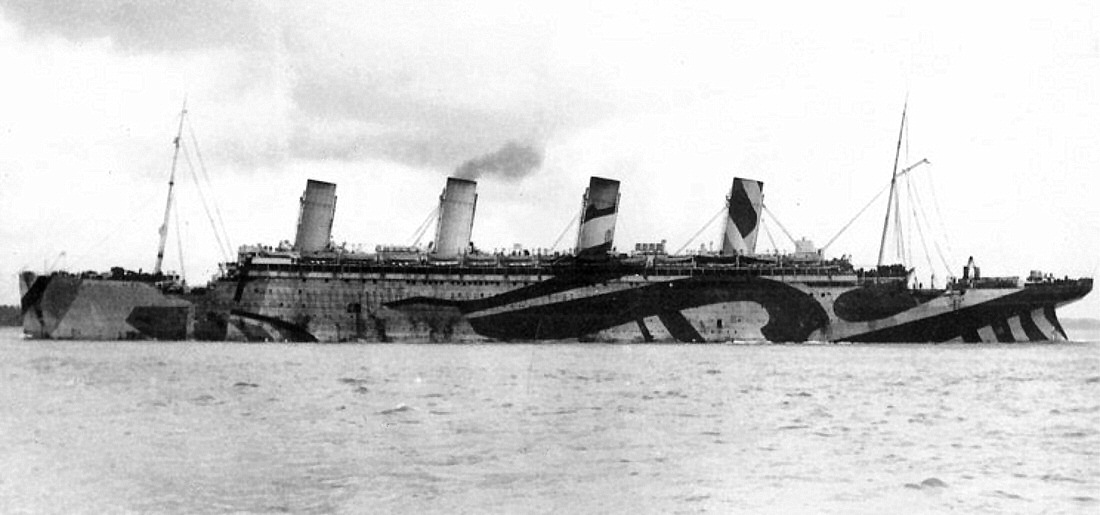
HMT Olympic in Dazzle Camouflage als Truppentransporter im Ersten Weltkrieg (ab September 1915)
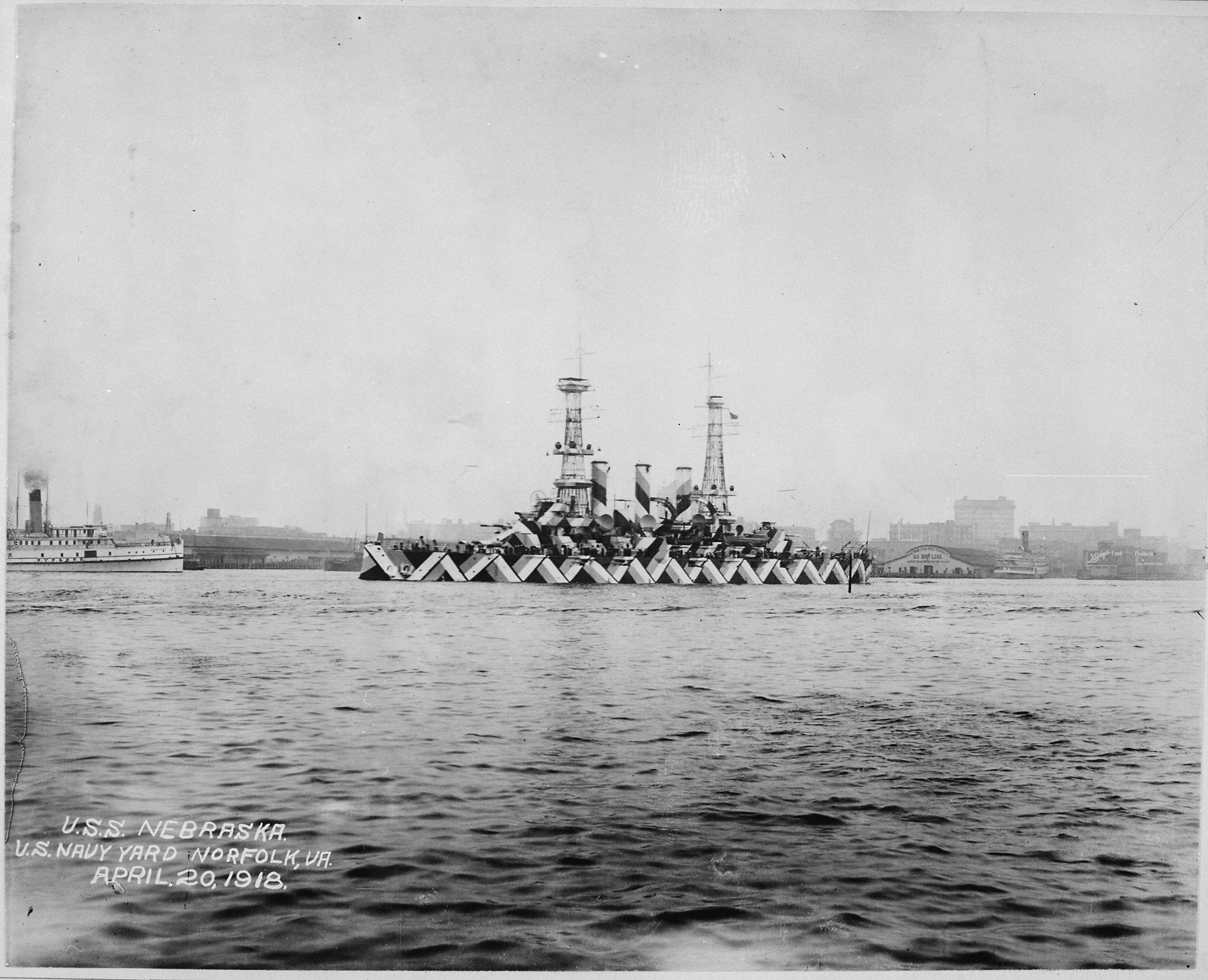
Die Backbordseite der USS Nebraska mit interessanter Dazzle-Bemalung (April 1918)

## Versuche mit Flugzeugen
Im Ersten Weltkrieg führte das Royal Flying Corps Experimente an britischen Flugzeugen wie zum Beispiel der Sopwith Camel durch. Dabei sollte es einem gegnerischen Schützen erschwert werden, Angriffswinkel und Flugrichtung zu beurteilen. In ähnlicher Weise bemalte die Royal Navy einige ihrer Felixstowe-Flugboote mit Dazzle-Linien, die denen ihrer Schiffstarnung ähnelten. Der Effekt blieb zweifelhaft, aber es wurde festgestellt, dass sich die Anzahl der Maschinen, die von Flugabwehrschützen der eigenen Seite beschossen wurden (Friendly Fire), verringert hatte.
Einen weiteren Versuch führte die US Navy in ihrer Marineflieger-Abteilung während des Zweiten Weltkriegs (um 1940) zum Einsatz von Dazzle durch. Der Maler und Illustrator McClelland Barclay entwickelte mehrere Muster für US-Navy-Flugzeuge wie zum Beispiel die Douglas TBD oder die Brewster F2A. Auch hier lag das Hauptziel nicht im „Verstecken des Objekts“, sondern im Versuch, „den Gegner zu verwirren und ihm zu erschweren, die Form und Position des Flugzeugs einzuschätzen.“ Die Dazzle-getarnten Flugzeuge absolvierten sogar Kampfeinsätze, aber die Wirkung erwies sich als unbefriedigend.

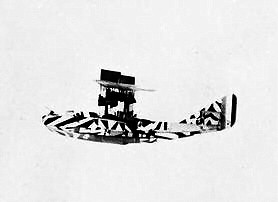
Eine Felixstowe F.2, bemalt im Marine-Schwarz-Weiß-Dazzle-Design
Eine weitere Felixstowe F.2A im Dazzle-Schema
Eine F2A Buffalo der US Navy im experimentellen Dazzle camouflage (1940)
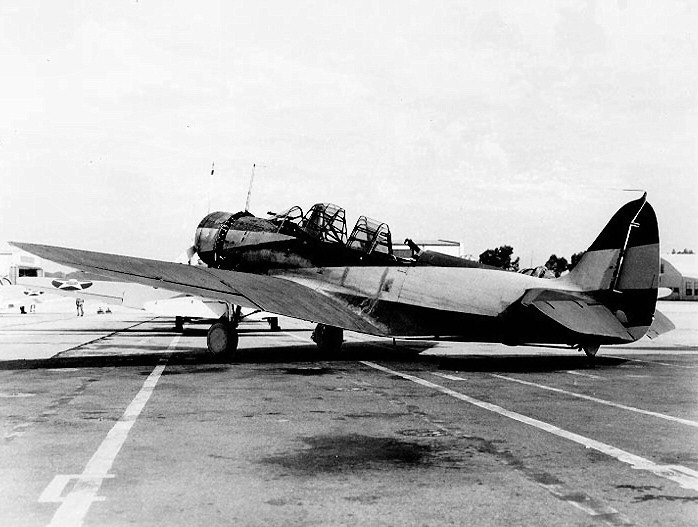
Eine Douglas TBD der US Navy im von McClelland Barclay entworfenen Design (1940)

## Einsatz und militärische Bewertung
Die Effektivität der Dazzle Camouflage war während des Ersten Weltkriegs durchaus umstritten, sie wurde aber dennoch sowohl von Großbritannien als auch von den Vereinigten Staaten eingeführt. 1918 analysierte die britische Admiralität ihre Schiffsverluste, kam aber zu keinem eindeutigen Fazit.
Schiffe mit Dazzle wurden bei 1,47 % ihrer Fahrten angegriffen, im Gegensatz zu 1,12 % der ungetarnten Schiffe, was zuerst einmal auf eine erhöhte Sichtbarkeit hindeutet. Wilkinson hatte aber von Anfang an darauf hingewiesen, dass der Anstrich mit Dazzle nicht versuche, die Schiffe schwerer sichtbar zu machen, sondern ihre genaue Erfassung (Kurs und Berechnung) zu erschweren.
Es ergab sich ein Bild, dass von den durch Torpedos getroffenen und versenkten Schiffen 43 % Dazzle-Anstrich hatten, gegenüber 54 % ohne Tarnung. 41 % der Schiffe mit Dazzle wurden mittschiffs getroffen, im Vergleich dazu 52 % der ungetarnten.
Diese unterschiedlichen Parameter könnten darauf schließen lassen, dass U-Boot-Kommandanten größere Schwierigkeiten bei der Entscheidung hatten, wohin ein Schiff fuhr und wohin sie zielen sollten. Darüber hinaus waren die in Dazzle Camouflage lackierten Schiffe größer als die ungetarnten Schiffe, 38 % von ihnen hatten über 5000 Tonnen im Vergleich zu nur 13 % der ungetarnten Schiffe, was die Vergleiche recht unzuverlässig machte.
Im Nachhinein lässt sich sagen, dass zu viele Faktoren (Wahl des Farbschemas, Größe und Geschwindigkeit der Schiffe, verwendete Taktiken) in die Analyse einflossen, als dass sicher festzustellen war, welche Faktoren entscheidend waren oder welche Schemata die besten Ergebnisse lieferten. Auch Abbott Handerson Thayer hat ein Experiment zur Dazzle Camouflage durchgeführt, das aber auch keinen eindeutig belegbaren Vorteil gegenüber einer einfachen grauen Lackierung zeigte.
Die US-amerikanischen Daten wurden 1919 von Harold Van Buskirk analysiert: 1256 Schiffe wurden zwischen dem 1. März 1918 und dem Ende des Krieges am 11. November desselben Jahres mit Dazzle getarnt. Unter den amerikanischen Handelsschiffen mit 2500 Tonnen oder mehr wurden 78 ungetarnte Schiffe versenkt gegenüber nur 18 getarnten Schiffen; von diesen 18 wurden 11 durch Torpedos, 4 durch Kollisionen und 3 durch Minen versenkt. Im gleichen Zeitraum wurde kein Schiff der US Navy (alle getarnt) versenkt. Buskirk errechnete auf diese Weise, dass weniger als ein Prozent der so angestrichenen US-Handelsschiffe verloren gegangen seien. Ohne die genaue Anzahl der nicht mit Dazzle-Weise versehenen Schiffe zu kennen, ist es jedoch rechnerisch nicht möglich, die genauen Verlustraten für einen Vergleich zu berechnen.
Im Zweiten Weltkrieg kamen Schiffe mit Dazzle camouflage nur noch sehr vereinzelt zum Einsatz, da der technische Fortschritt mit immer effektiverer Luftaufklärung sowie die Entwicklung des Radars es dem Gegner erleichterten, ein Schiff zu orten und mögliche Kurse vorauszuberechnen. Genaue Zahlenangaben zur Verbreitung der Schiffe mit Dazzle camouflage im Zweiten Weltkrieg sind unbekannt.

## Dazzle in der Kunst

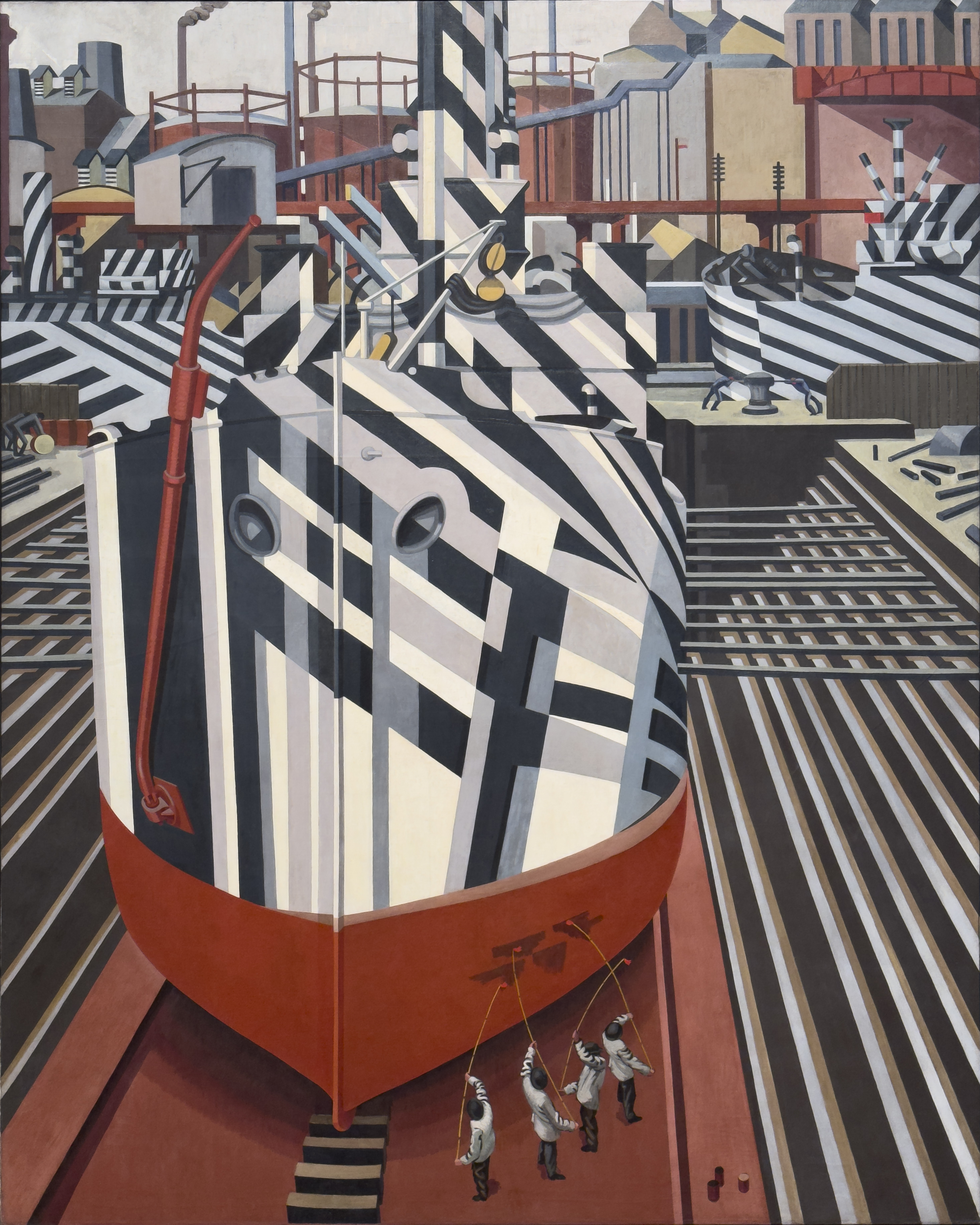
Dazzle-ships in Drydock at Liverpool von Edward Wadsworth (1919)

Die abstrakten Muster der Dazzle-Tarnung erregten die Aufmerksamkeit von Künstlern wie Picasso, der behauptete, Kubisten wie er selbst hätten sie erfunden. In einem Gespräch mit Gertrude Stein erklärte er, kurz nachdem er zum ersten Mal eine mit Dazzle getarnte Kanone durch die Straßen von Paris rollen sah: „Ja, wir haben es geschafft, DAS ist Kubismus.“
In Großbritannien schuf Edward Wadsworth, der während des Krieges für die Tarnbemalung von über 2000 Schiffen verantwortlich war, nach dem Krieg eine Reihe von Gemälden, die auf seinen Dazzle-Entwürfen beruhten. Arthur Lismer, ein kanadischer Maler, der zur Group of Seven gehörte, setzte sich ebenfalls mit der Thematik auseinander, wie zum Beispiel im Gemälde Halifax Harbour von 1918. In Amerika fertigte Burnell Poole mehrere Gemälde von Schiffen der United States Navy in Dazzle Camouflage auf See. Der Wissenschaftsjournalist Peter Forbes bemerkte unter anderem in seinem Buch Dazzled and Deceived, dass die Schiffe ein modernistisches Aussehen hatten und ihre Entwürfe als avantgardistische oder vortizistische Kunst gelten könnten.
Im Jahr 2007 wurde die Entwicklungsgeschichte der Dazzle-Tarnung im Rahmen der Ausstellung „Die Kunst der Tarnung“ des Imperial War Museum ausführlich vorgestellt.
Im Jahr 2009 stellte die US-Flottenbibliothek an der Rhode Island School of Design ihre wiederentdeckte Sammlung lithografischer Druckpläne zum Anstrich amerikanischer Handelsschiffe aus dem Ersten Weltkrieg in einer Ausstellung mit dem Titel „Bedazzled“ aus.
Im Jahr 2014 unterstützte die Centenary Art Commission drei Kunstinstallationen in Großbritannien: Der venezolanische Künstler Carlos Cruz-Diez versah das Lotsenschiff MV Edmund Gardner im Rahmen der Liverpool Biennale 2014 mit einer sehr bunten Dazzle-Tarnung. Der britische Pop-Art-Künstler Peter Blake erhielt den Auftrag, eine Außenlackierung für die MV Snowdrop zu entwerfen, die er Everybody Razzle Dazzle nannte und in der er seine immer wiederkehrenden Elemente (Sterne, Zielscheiben usw.) mit Dazzledesigns aus dem Ersten Weltkrieg kombinierte. Der deutsche Bildhauer Tobias Rehberger gestaltete die HMS President, die schon im Ersten Weltkrieg (unter anderem Namen) kurzzeitig Dazzle Camouflage trug und seit 1922 an der Blackfriars Bridge in London vor Anker liegt, neu, um ein Jahrhundert später an die Dazzle-Ära zu erinnern.
Die britische Popband Orchestral Manoeuvres in the Dark veröffentlichte 1983 ihr viertes Studioalbum unter dem Titel Dazzle Ships. Titel und Cover-Artwork spielen auf ein Gemälde des Vorticist-Künstlers Edward Wadsworth an, das den Titel Dazzle-ships in Drydock at Liverpool trägt.

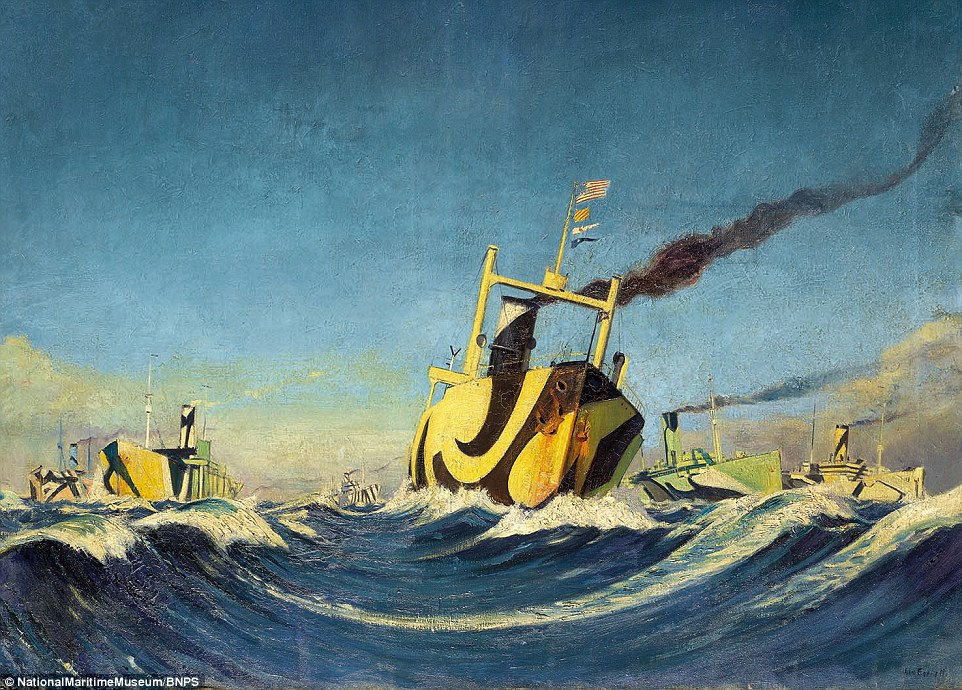
A Convoy (Herbert Barnard John Everett, 1918)
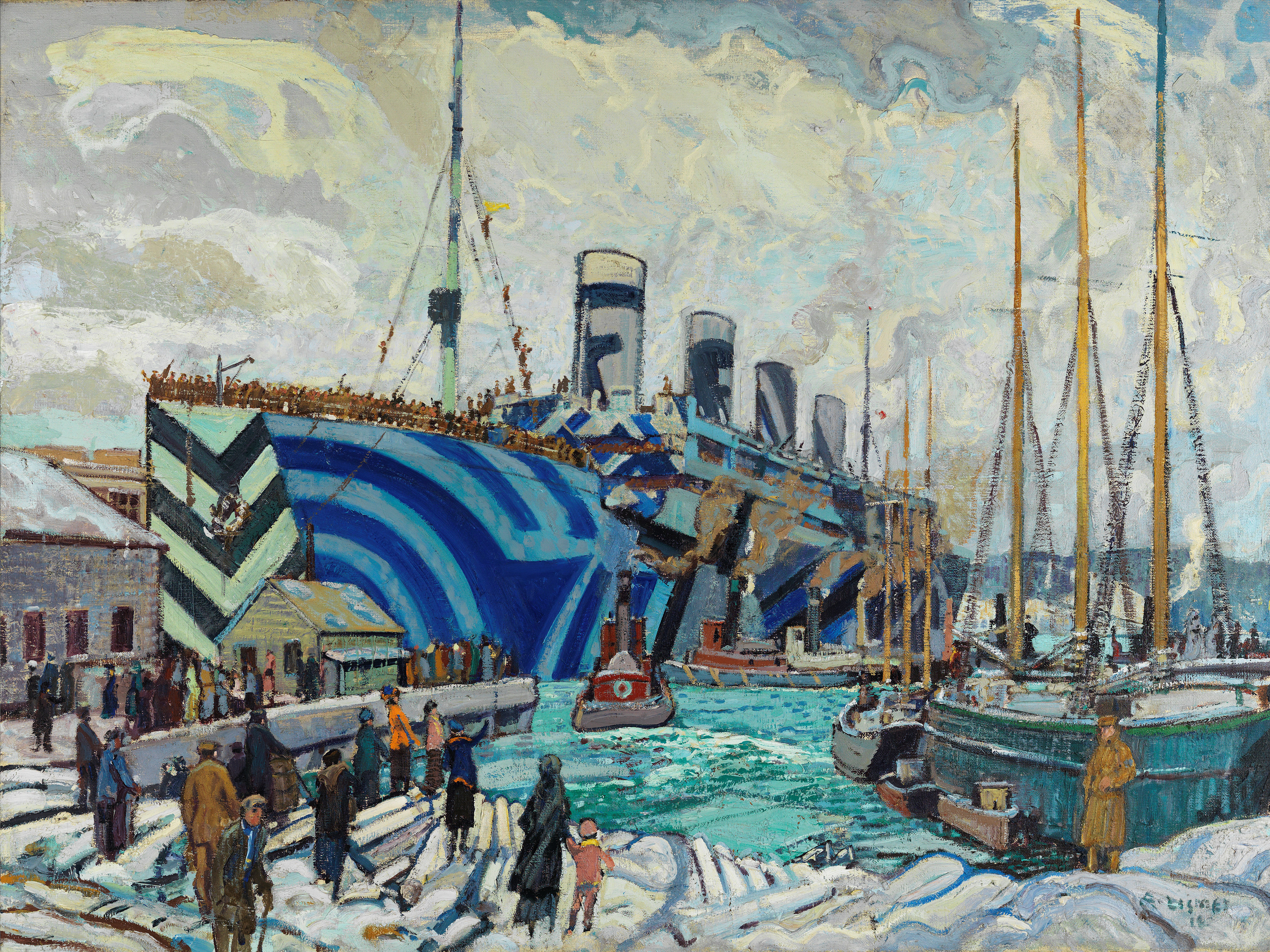
RMS Olympic (als Truppentransporter) (Arthur Lismer, 1919)
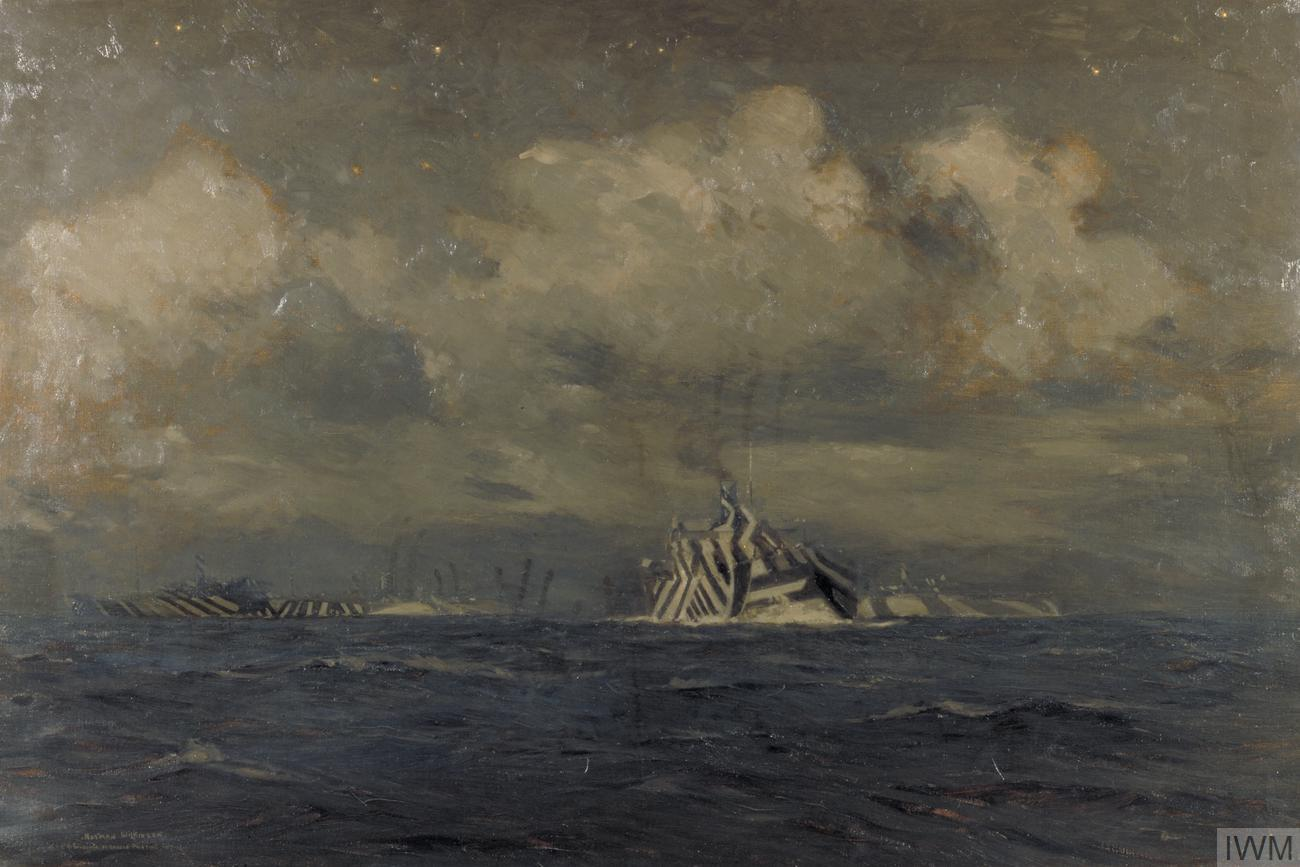
Konvoi im Mondlicht mit Dazzle Camouflage (Norman Wilkinson, 1918)
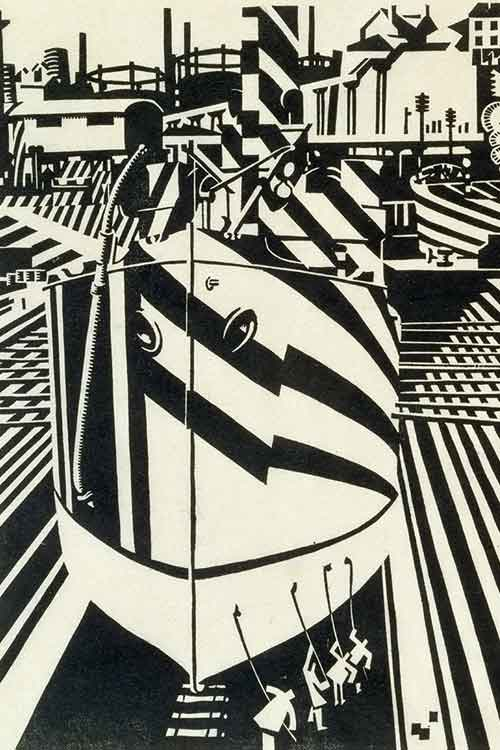
Camouflaged ships in dry dock (E. Wadsworth, 1918 als Holzschnitt)
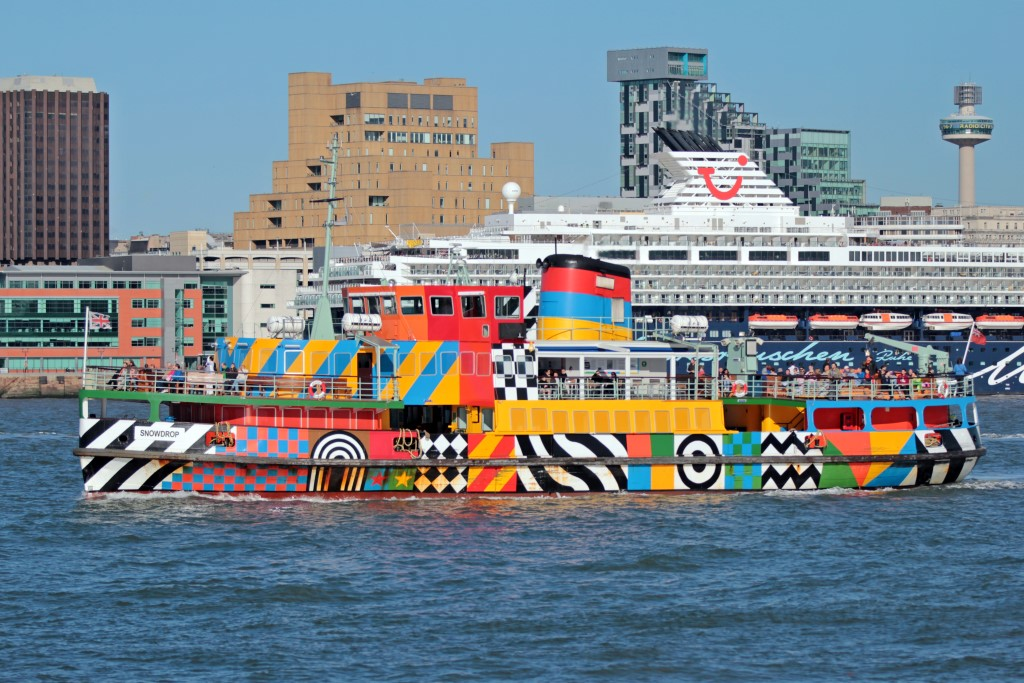
Snowdrop (Peter Blake, 2015)
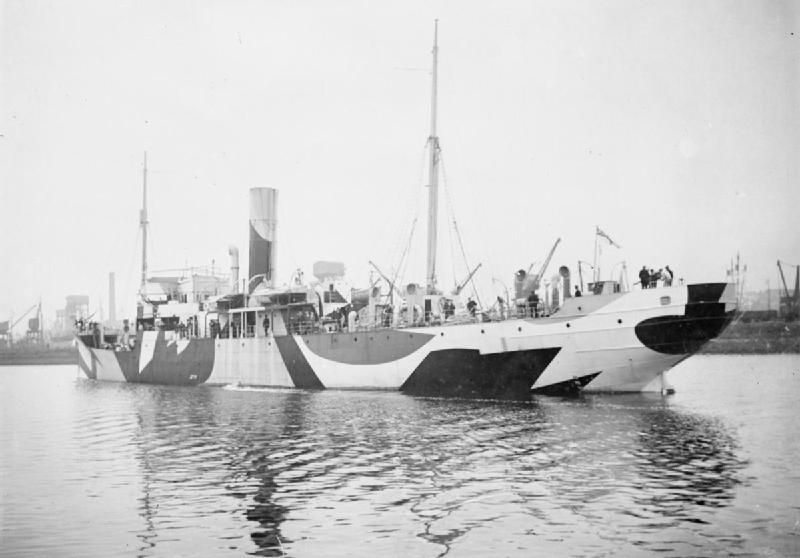
Konvoi-Schaluppe HMS Saxifrage, die 1918 mit Dazzle getarnt war. Sie wurde später zur HMS President
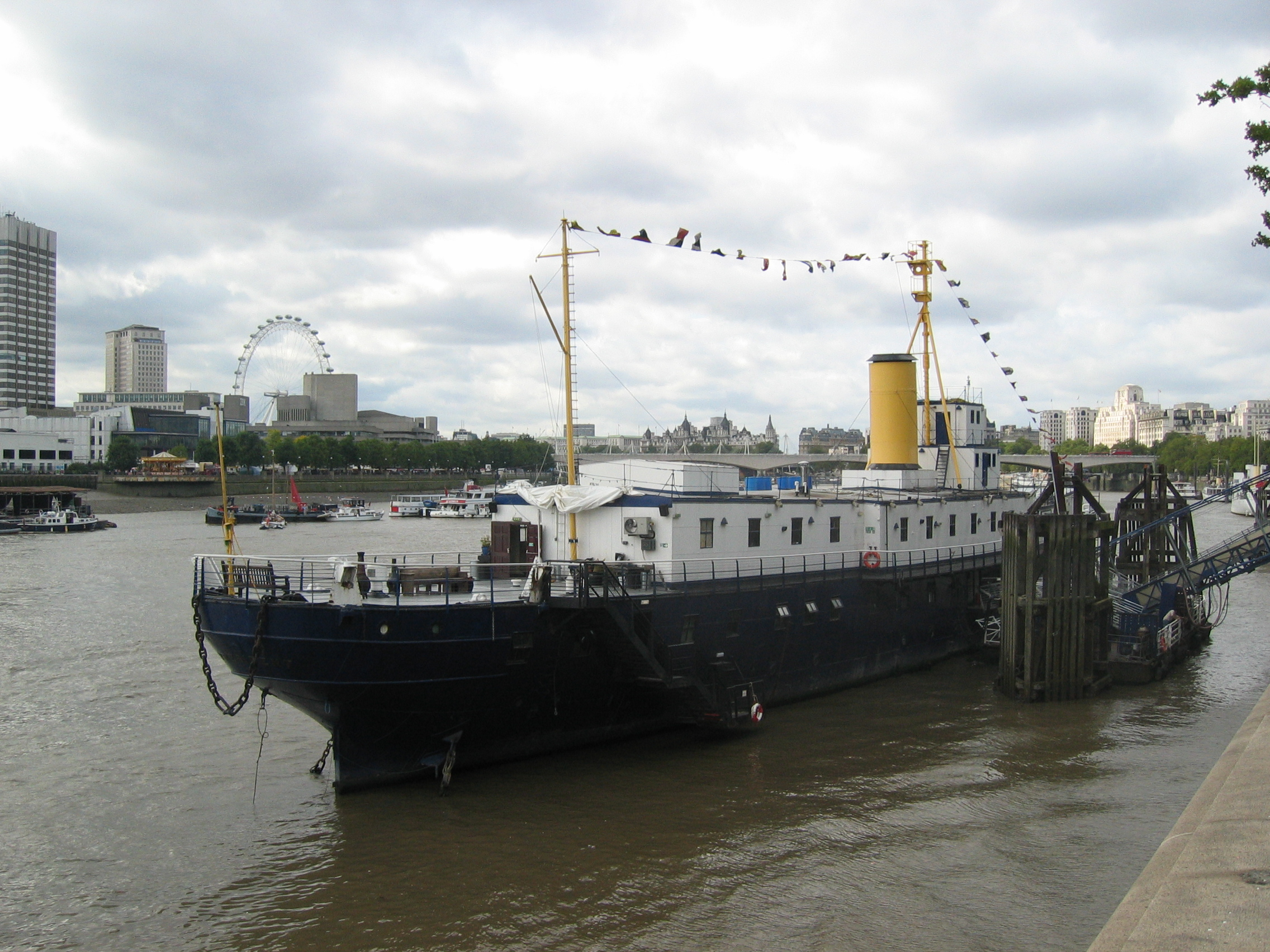
President in ihrer Zivillackierung…
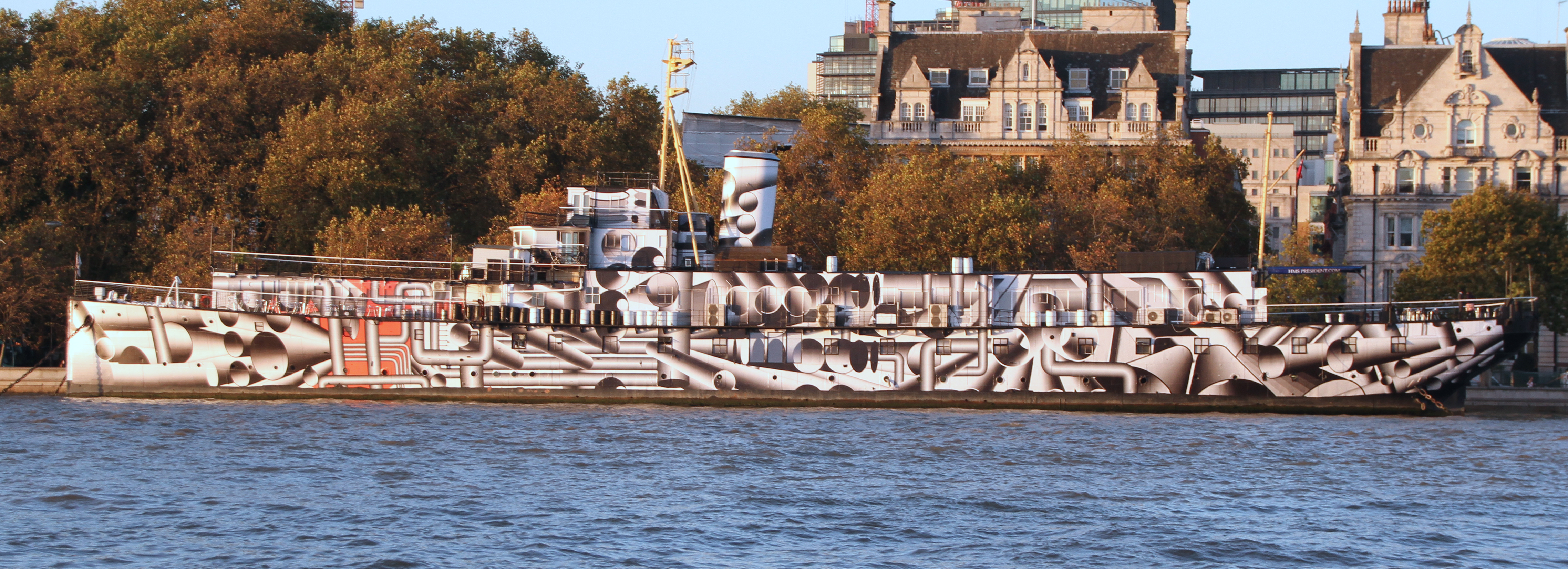
…und in ihrer Umgestaltung von Tobias Rehberger. Es handelt sich um eine künstlerische Interpretation, da ein so aufwendiges Design in der Praxis nicht verwendet worden wäre.

## Dazzle an Kraftfahrzeugen

### Erhöhung der Aufmerksamkeit
Vereinzelt werden Dazzlemuster genutzt, um Fahrzeuge für Menschen besonders auffällig, gut wahrnehmbar oder attraktiv zu machen. Das ist mit einigen Beispielen von Fahrzeugen für Wildtierreservate, Feuerwehrfahrzeugen oder aus dem Motorsport belegt.

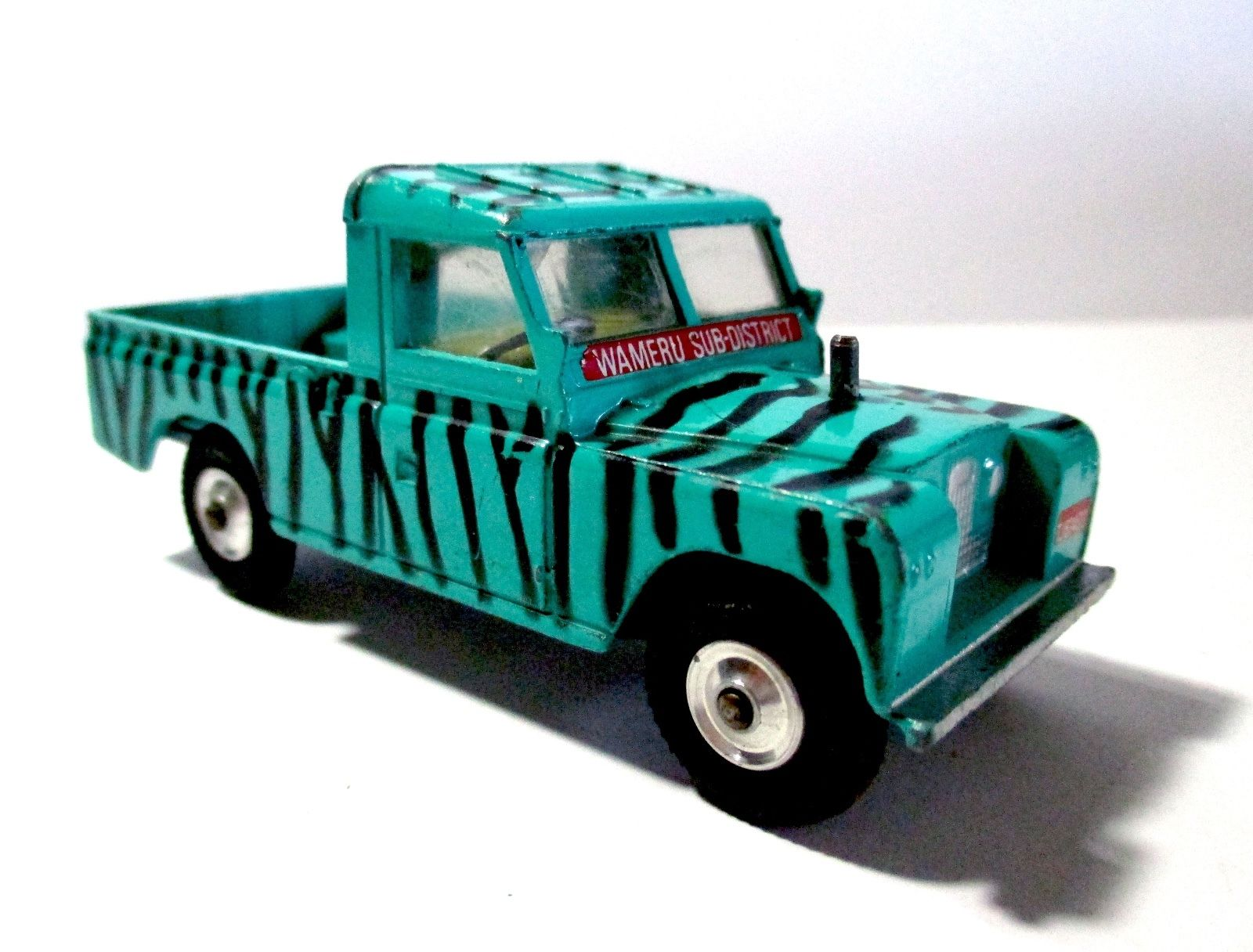
„Daktari-Jeep“ aus Wildtierreservat
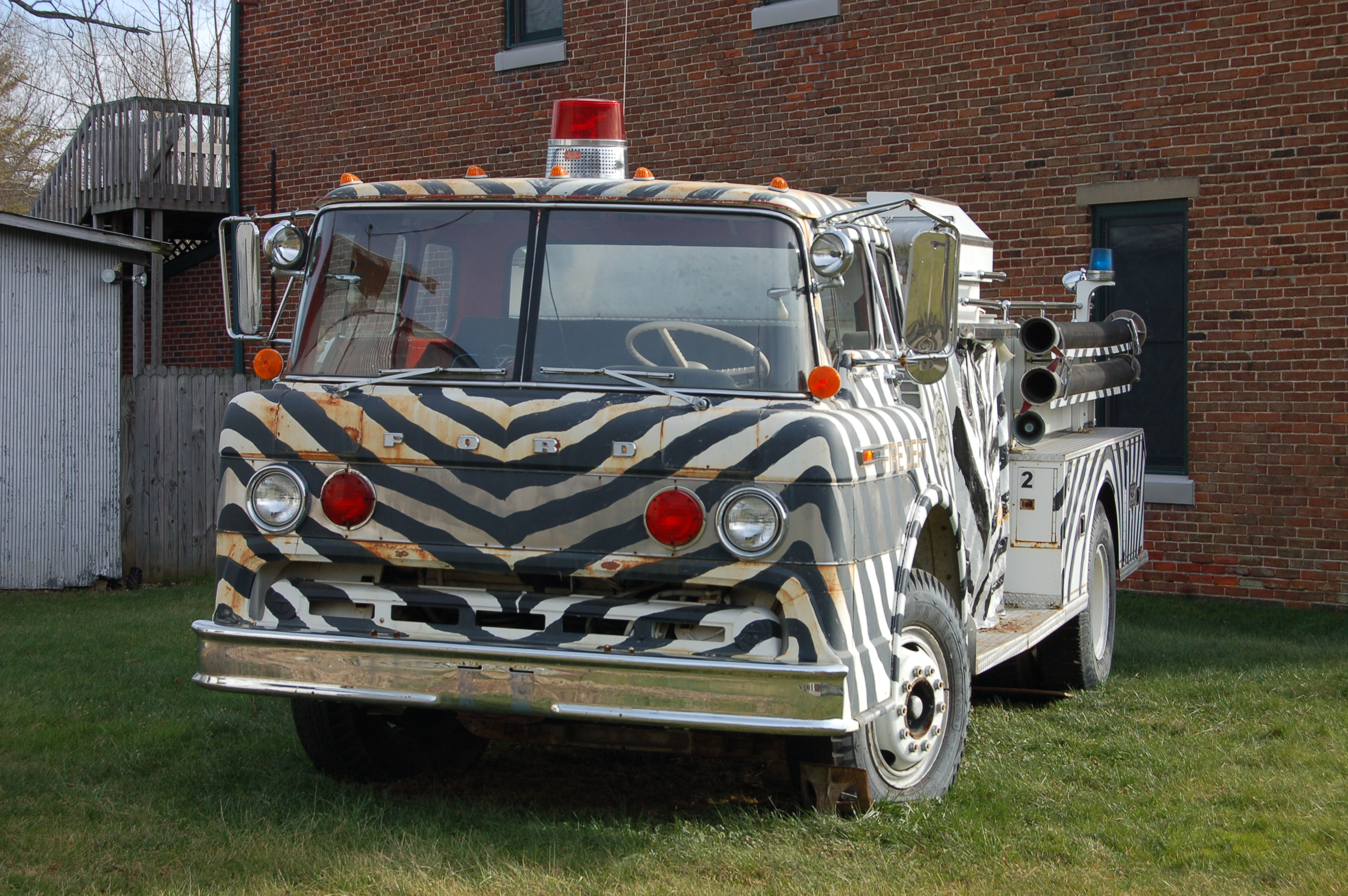
Feuerwehrfahrzeug
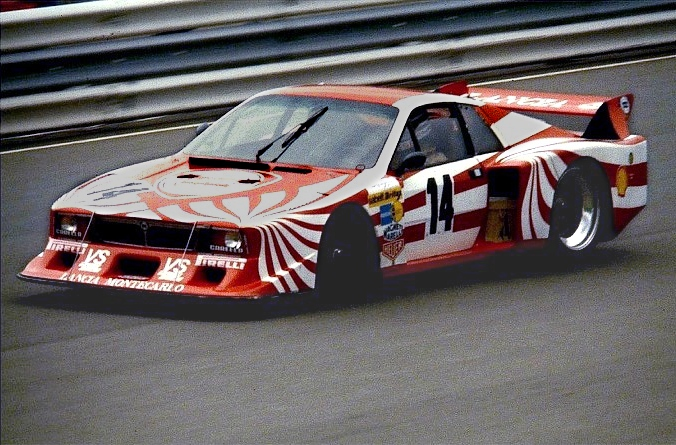
Lancia Beta Monte Carlo Turbo mit auffälliger Lackierung auf dem Nürburgring 1980
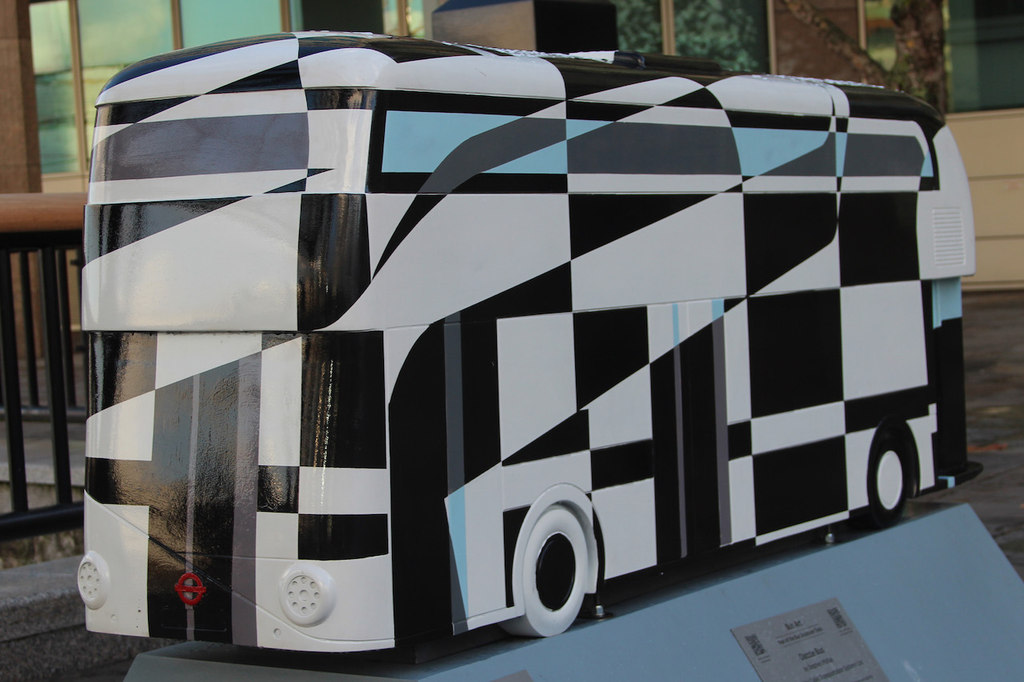
Omnibus
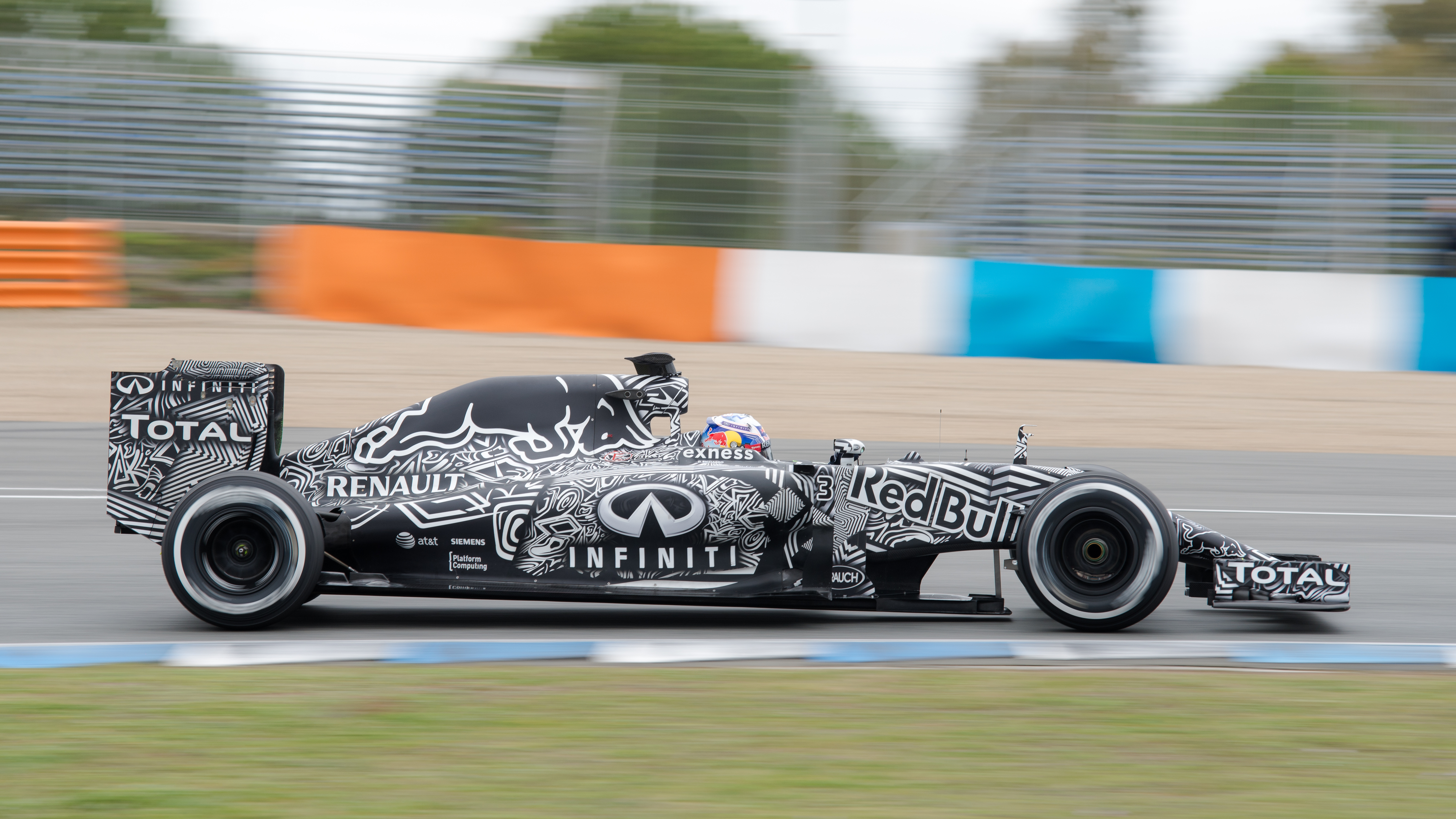
Rennwagen bei Testfahrten, Folierung dient der Tarnung

### Verringerung der Erkennbarkeit
Im 21. Jahrhundert nutzen manche Automobilhersteller schwarz-weiße Muster und Folierungen, um Fahrzeuge zu tarnen. Dadurch sollen neue Entwicklungen möglichst lange vor Spekulationen zu neuen Modellen oder Entwicklungen verborgen werden. Diese Muster werden manchmal nur in den Teilbereichen der Fahrzeuge angebracht, die von den Neuerungen betroffen sind. Diese Tarnmuster gibt es an Personenkraftwagen und auch an größeren Nutzfahrzeugen und Lastkraftwagen. Die seit langem geläufige Bezeichnung für diese Fahrzeuge ist „Erlkönig“.

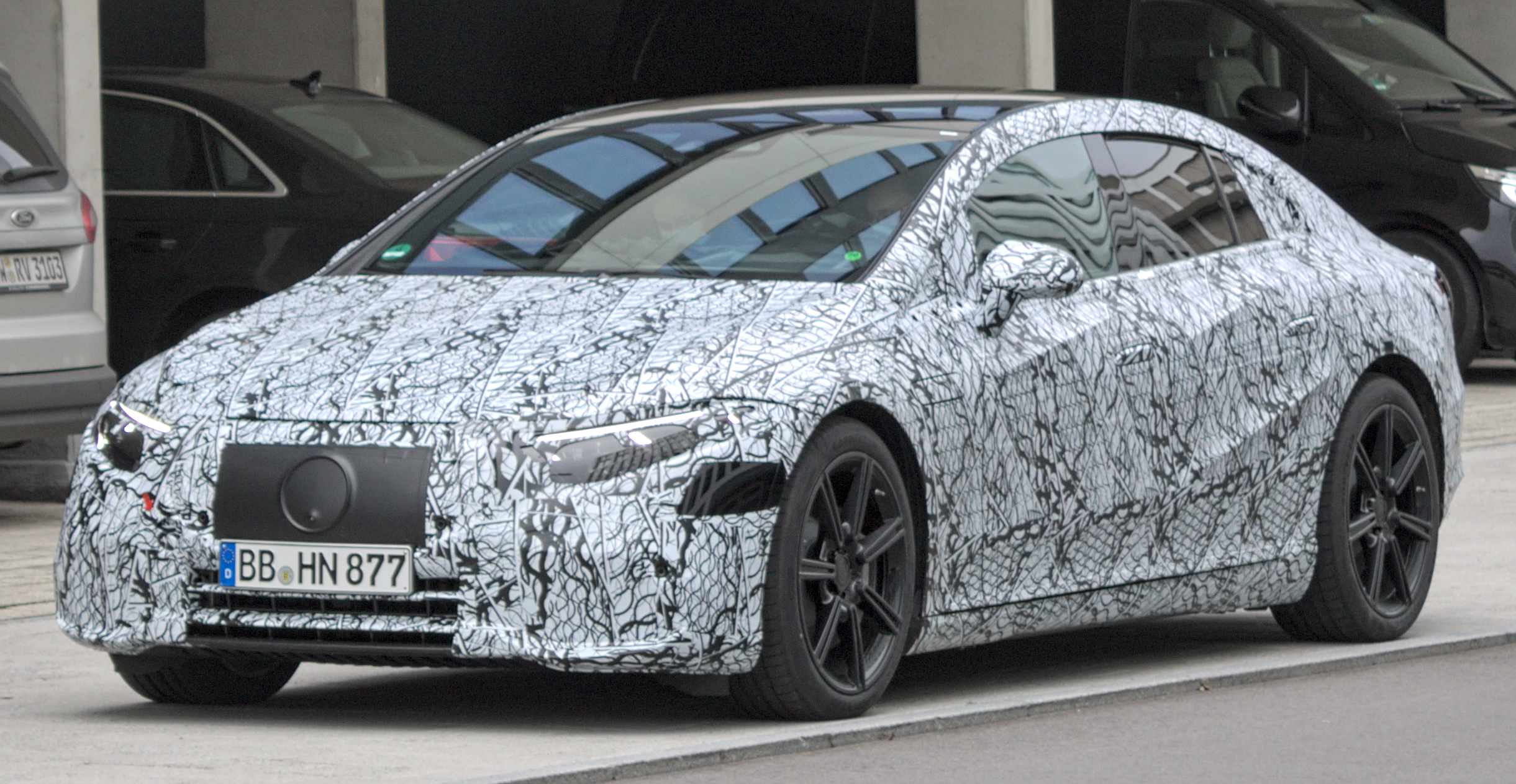
Prototyp mit Folierung
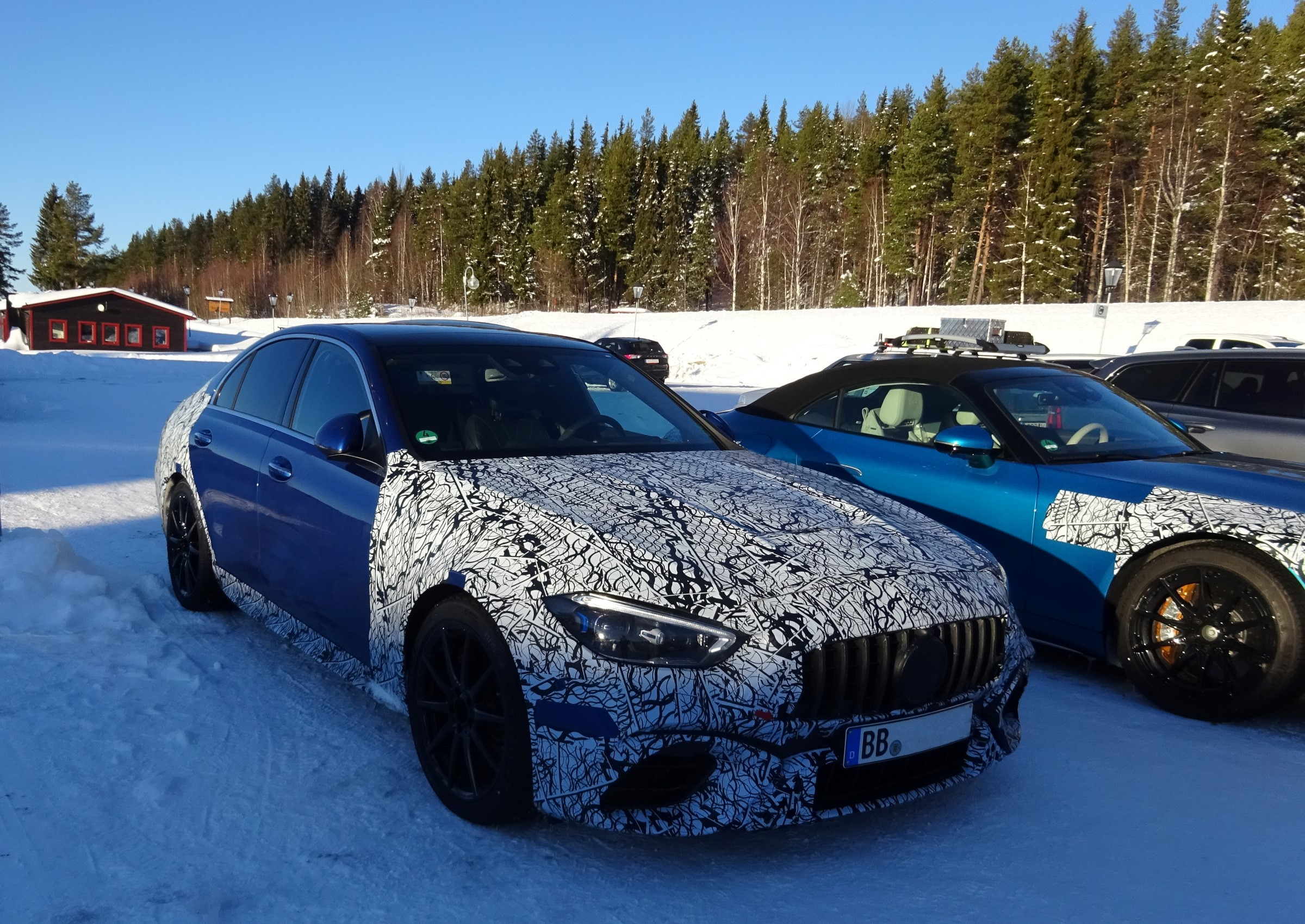
Pkw-Prototyp mit Teilbereichstarnung
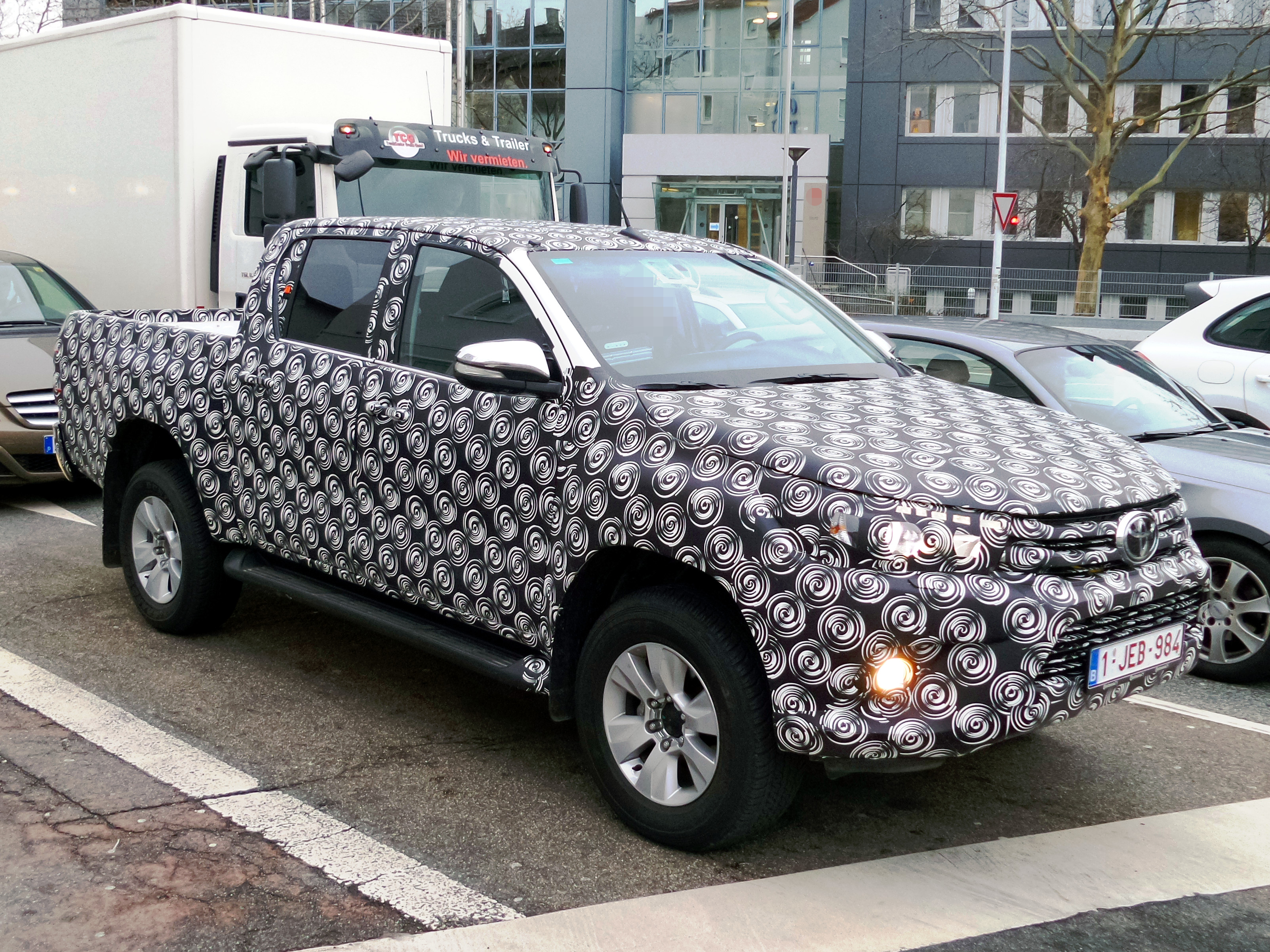
Fahrzeug mit Schwarz-Weiß-Musterung zur Auflösung der Fahrzeugkonturen
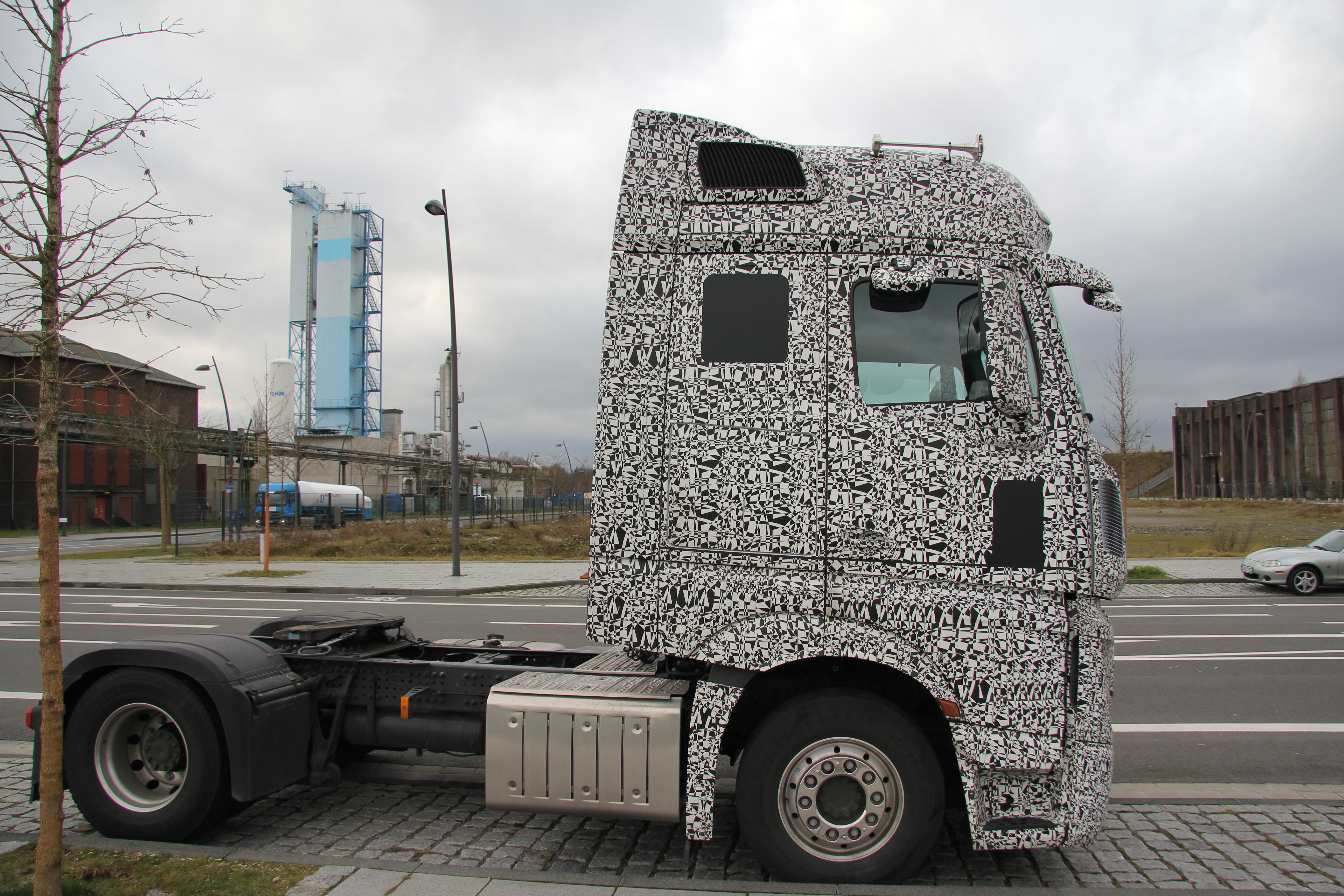
Lkw-Prototyp mit Schwarz-Weiß-Musterung